# Chartreuse Notre-Dame-du-Val-de-Bénédiction
Ne doit pas être confondu avec Chartreuse de Notre-Dame du Gard.
La chartreuse Notre-Dame-du-Val-de-Bénédiction est une ancienne chartreuse datant du Moyen Âge, située à Villeneuve-lès-Avignon, dans le département du Gard en région Occitanie.
La chartreuse fait l'objet de multiples protections au titre des Monuments historiques, notamment le classement sur la liste de 1862.
C'est, depuis 1973, un Centre culturel de rencontre qui met en œuvre un projet culturel ambitieux : faire de ce lieu une Villa Médicis à la française. Lieu de création et de résidence d’auteurs dramatiques et de compagnies de théâtre travaillant sur le répertoire contemporain, la Chartreuse est un laboratoire des textes du théâtre actuel sous toutes ses formes, un creuset pour toutes les écritures artistiques. Son projet se développe depuis quelques années à l’international. Cette ouverture est encouragée par le Ministère de la Culture qui a conféré en 2019 à la Chartreuse l’appellation de « Lieu de référence pour les écritures dramatiques issues de la Francophonie ». La Chartreuse accueille chaque année 40 000 visiteurs (monument, expositions…), 20 000 spectateurs, une centaine d’auteurs et de nombreux artistes du spectacle.

## Historique

### Travaux préalables (1342-1353)
Après une carrière de juriste et de conseiller du roi de France Philippe VI, Étienne Aubert est nommé évêque de Noyon puis de Clermont et enfin cardinal le 29 septembre 1342. Dès cette nomination il achète rive droite du Rhône à Villeneuve-lès-Avignon une aire à battre les céréales située sur une petite élévation rocheuse qui appartenait à l'abbaye Saint-André. Il s'y fait construire une résidence cardinalice.
À la mort de Clément VI, Étienne Aubert est élu pape sous le nom d'Innocent VI le 18 décembre 1352. Mais cette élection ne s'est pas déroulée sans difficultés : en effet les cardinaux proposèrent d'abord d'élire Jean Birelle, général des chartreux. Selon certains auteurs, Jean Birelle, dans sa grande humilité, déclina cette offre, pour d'autres auteurs le cardinal de Talleyrand-Périgord aurait fait comprendre à ses collègues que cette nomination aurait renouvelé l'erreur commise au conclave de 1294 avec l'élection de Célestin V, personnage certes vénéré mais qui n'était pas l'homme qui convenait pour diriger l'Église.
Dès cette élection, Innocent VI achète plusieurs parcelles adjacentes à l'est de son palais. Il fait construire le grand tinel (salle de réception) et la chapelle Saint-Jean-Baptiste qui sont décorés par l'artiste Matteo Giovannetti. Dans les comptes de la chambre apostolique, de nombreuses mentions font état du palais de Villeneuve et de la chapelle d'outre-Rhône pour diverses dépenses d'ameublement.

### Fondation de la chartreuse
Innocent VI, né au village des Monts sur le territoire de la commune de Beyssac où se trouvait la chartreuse de Glandier, était très attaché à cet ordre religieux. De plus, l'abnégation de Jean Birelle ne pouvait qu'inciter le pape à créer une nouvelle chartreuse. Dès le 26 janvier 1353, il fait venir à Avignon deux religieux de la Grande Chartreuse manifestement pour un projet de création d'une maison à Villeneuve-lès-Avignon. De décembre 1352 à septembre 1356, le pape fait procéder par l'intermédiaire de son neveu le cardinal Ardouin (ou Ardoin) Aubert à l'acquisition de terres situées à l'est de sa résidence villeneuvoise, et à des travaux d'embellissements, comme la réalisation des peintures de son ancienne salle d'apparat vers 1354-55. Le 2 juin 1356, une bulle papale porte fondation d'une chartreuse jouxtant son palais.
Il faudra quelques années pour construire le grand cloître dit du cimetière entouré de treize cellules de moines, le petit cloître dit du colloque, la salle capitulaire et l'église. La chartreuse paraît terminée quant au gros œuvre lorsque le pape officialise la fondation de la chartreuse et porte création d'une communauté comprenant douze prêtres, un prieur, quatorze convers et neuf domestiques. Au cours d'une grandiose cérémonie, l'église et le cloître sont consacrés le 19 août 1358 par le cardinal Guy de Boulogne en présence du souverain pontife, de douze cardinaux, de nombreux prélats et chapelains qu'accompagnait une foule de barons et de nobles. Le pape voulut être inhumé dans le monastère qu'il venait de fonder. Le 29 octobre 1360, Innocent VI charge le prieur Pierre de la Porte de construire une chapelle pour abriter son tombeau. Celle-ci dédiée à la Sainte Trinité est élevée au sud de l'église ; elle forme une abside pentagonale prolongée d'une travée de nef. La fondation s'accompagne de nombreux cadeaux ; livres, peintures, orfèvrerie. La présence de ces objets précieux en chartreuse contrevenait à l'austérité de l'ordre, mais il n'était pas possible de refuser la volonté pontificale. Ce geste du pape ouvrit la voie à d'autres patronages prestigieux, parfois jugés intrusifs, dans le décor des chartreuses, comme à Champmol.

### La poursuite de l'œuvre
Le palais personnel du pape Innocent VI brûle en 1365. Le cardinal Étienne Aubert fils de Gautier Aubert, frère du pape, fait transformer en cellules les bâtiments qui avaient été construits par son oncle et qui n'avaient pas encore été intégrés à la chartreuse. Ce neveu mourra en 1369 et un autre neveu du défunt pape, également cardinal, Pierre de Selve dit de Monteruc (ou de Montirac), fils d'une sœur de celui-ci, terminera les travaux en réalisant le cloître Saint-Jean bâti à l'ouest du grand cloître et comportant douze nouvelles cellules. L'église est également agrandie. Pierre de Selve dit de Monteruc sera inhumé en 1385 dans une des chapelles qu'il avait fait construire.

### La chartreuse la plus riche du royaume

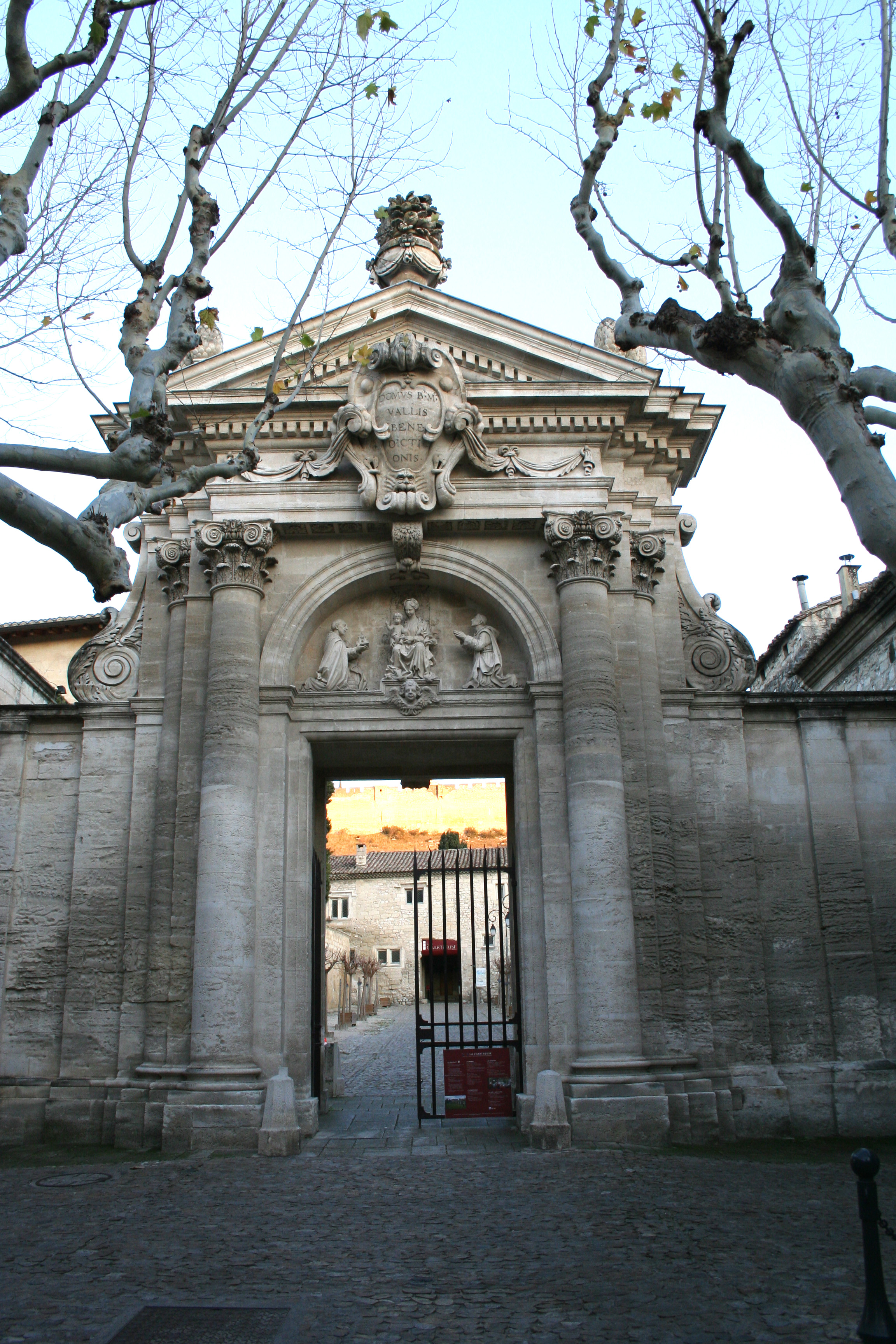
Le portail monumental.

La générosité de la famille des Aubert permet à la communauté cartusienne d'accéder à la richesse. D'autres grandes familles locales font également don à la chartreuse de terres et de bâtiments.
Dès les premières décennies de sa fondation, la chartreuse reçoit des domaines étendus et rémunérateurs situés à proximité sur la rive droite du Rhône (Les Angles, Aramon), dans les îles du fleuve, sur la rive gauche (Carpentras, Bédarrides) mais aussi dans des régions plus éloignées relevant par exemple du diocèse d'Uzès. Ce patrimoine foncier s'agrandit au XVIe siècle par l'acquisition des étangs asséchés de Pujaut. Cette dernière opération ne sera réalisée qu'après de grandes difficultés techniques et financières. De 1611 à 1712, les chartreux consolidèrent les travaux d'assèchement et cultivèrent la moitié de l'étang asséché ; ils produisirent du blé, de l'orge, de l'avoine, du raisin et des feuilles de mûrier pour l'élevage du ver à soie. Ces revenus confortables permirent aux chartreux d'embellir leur monastère et de distribuer régulièrement de la nourriture aux pauvres. En 1633, la chartreuse de Villeneuve fonde la chartreuse de Marseille.
En 1649, un projet de portail monumental, envisagé quatre ans plus tôt pour la chartreuse, est finalement réalisé par l’architecte François de Royers de la Valfenière. En 1660, Louis XIV, le franchit en grand cérémonial lorsqu'il se rend en visite à la chartreuse accompagné d'une nombreuse suite, dont le cardinal Mazarin. Le 3 novembre 1691, les chartreux commandent trente-huit stalles pour le chœur de leur église au menuisier-sculpteur avignonnais Charles Boisselin.

### Périodes modernes et contemporaines
Les ordres monastiques ayant été supprimés par la loi de février 1790, le monastère est confisqué puis mis en vente et adjugé le 17 mars 1793 pour 103 000 francs à André Dufour de Pujaut qui n'arrive pas à en acquitter le prix. Le monastère est alors divisé en dix-sept lots et vendu au cours d'une deuxième adjudication qui a lieu le 20 juillet 1794. Les bâtiments sont alors transformés en maison d'habitation ou utilisés à des fins agricoles ou d'élevage. Il se forma ainsi une sorte de cité à l'intérieur de Villeneuve-lès-Avignon. Dès lors, les lots ne vont cesser de se morceler en de nombreuses parcelles. Ainsi à la fin du XIXe siècle, on compte sur l'ensemble des quinze hectares 286 parcelles dont plus de la moitié à l'intérieur de l'ancienne clôture.
Durant la Seconde Guerre mondiale, le 8 août 1944, un avion américain est abattu par l'armée allemande au-dessus de la Chartreuse. L'aviateur, du nom de Louis Capawana, tombe dans une cour de la Chartreuse ; son parachute reste accroché à une cheminée et il ne peut s'en dégager seul. Le gardien de la Chartreuse, Georges Puel, aidé de plusieurs personnes, réussit à le dégager et le cacher dans une des maisons du cloître du cimetière. Le soldat est exfiltré par l'Organisation de résistance de l'Armée qui possède alors un maquis dans la région et regagne la Corse huit jours plus tard.

### La réhabilitation
En 1909, l'architecte Jules Formigé est chargé par les monuments historiques d'effectuer un relevé des bâtiments et entreprend les premiers travaux. L'État mettra plus de quatre-vingt ans pour acquérir les différentes parcelles les unes après les autres.
En 1973, la chartreuse devient un centre culturel de rencontre avec la création du Centre international de recherche de création et d'animation (CIRCA). Chaque été à partir de 1974, les « Rencontres internationales d'été » sont organisées afin de donner des spectacles d'artistes de différents pays, comme la danseuse-chorégraphe Carolyn Carlson, le comédien Michael Lonsdale, le duo comique Philippe Avron et Claude Evrard, ou le clown Jango Edwards, etc. En 1990, le Centre national des écritures du spectacle (CNES) est créé avec la double mission de la présentation du monument et de l'accueil d'artistes. La Chartreuse intensifie depuis 2015 des programmes internationaux en lien avec de multiples partenaires et est depuis mars 2019, lieu de référence pour les écritures issues de la francophonie.

## Les bâtiments de la chartreuse

### Plan de la chartreuse
- Légende :

1. Pavillon d'entrée
2. Cour des femmes

Plan de la chartreuse.

3. Entrée de la clôture, portail monumental
4. Allée des mûriers
5. Quartier des officiers (coadjuteur, procureur)
6. Accueil
7. Librairie
8. Place de l'église
9. Église Sainte-Marie chœur des pères avec abside effondrée
10. Chapelle de la Sainte-Trinité avec le tombeau d'Innocent VI
11. Chapelle double Saint-Michel et Saint-Bruno
12. Église Sainte-Marie chœur des frères
13. Petit cloître
14. Chapitre
15. Logis du sacristain et rasure
16. Cellule d'un chartreux reconstituée et visitable
17. Grand cloître ou cloître des morts
18. Bugade et prisons
19. Jardin des senteurs
20. Chapelle des morts
21. Chapelle des fresques ou de Saint Jean-Baptiste
22. Grand tinel, salle de spectacle
23. Boulangerie
24. Hospice
25. Café, salon de thé
26. Cloître et fontaine Saint-Jean, emplacement de la cour du palais d'Étienne Aubert
27. Quartier et jardins des concerts.

### La cour des femmes et la porte de la clôture

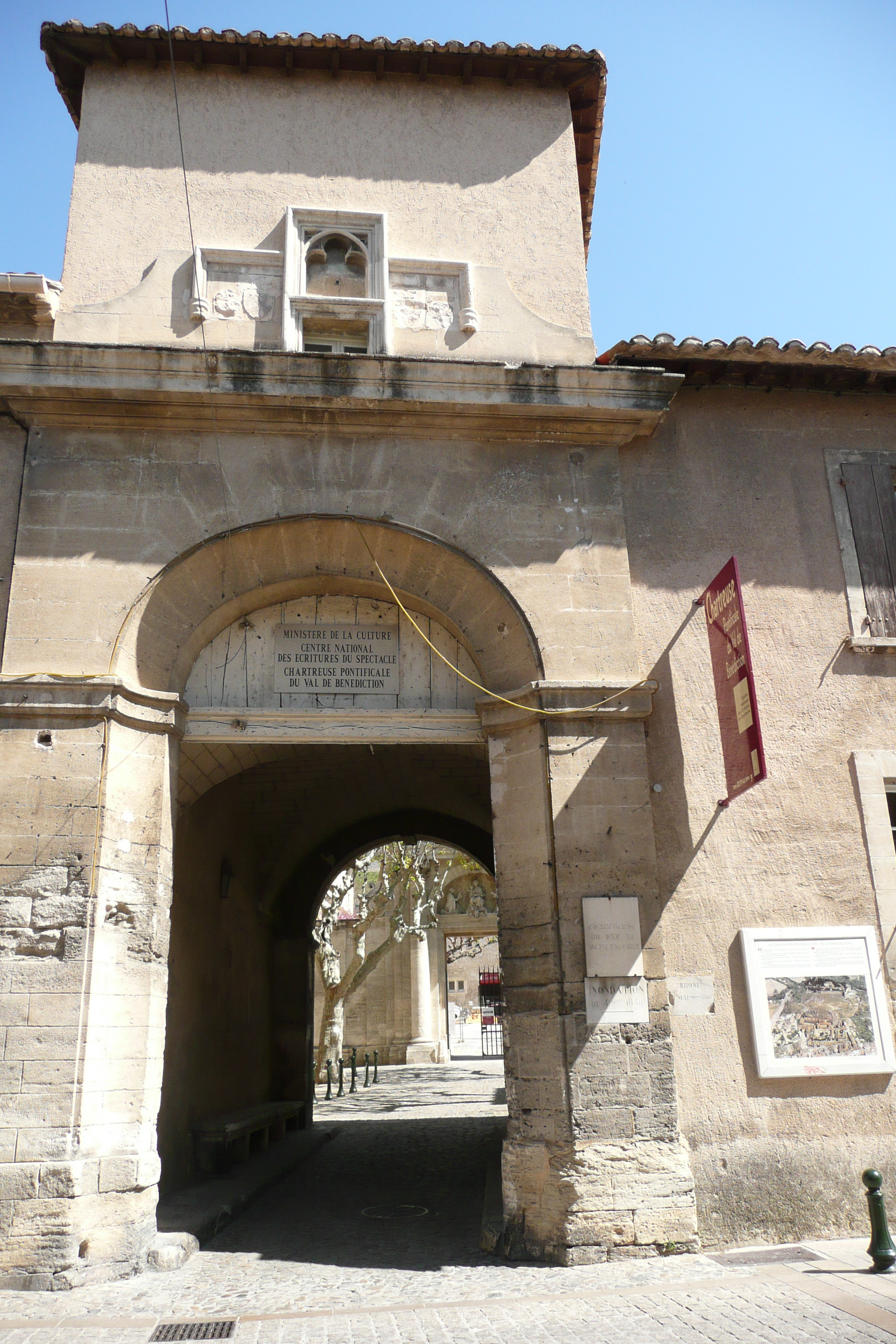
L'entrée de la chartreuse de Villeneuve-lès-Avignon.

L'entrée est un pavillon remanié au XVIIIe siècle avec réemploi des blasons d'Étienne Aubert, Pierre de Selve dit de Monteruc et de l'ordre cartusien martelés à la Révolution.
La cour des femmes ou la cour des communs constituait une séparation entre le monastère et le monde extérieur. Au fond à gauche se trouve la rue de l'Amelier qui donnait accès aux livraisons de bois et denrées diverses. Au fond à droite une autre ruelle desservait les greniers.
La cour des femmes débouche sur la porte de la clôture, œuvre de François de Royers de La Valfenière (1575-1667) et du sculpteur Barthélemy Grangier. Cette porte monumentale a été commandée par le prieur dom Chryssante Paulin et réalisée de 1648 à 1649 sous le prieurat de son successeur dom Louis de Lauzeray. Le pot de fleurs et de fruits placé au sommet de la porte représente des feuilles d'acanthe et des grenades ; il a été déposé lors des restaurations de ce portail d'entrée effectuées en 1990-1991. Une copie exécutée par l'Atelier Jean-Loup Bouvier a remplacé l'original, déposé dans le petit cloître.

### L'allée des mûriers

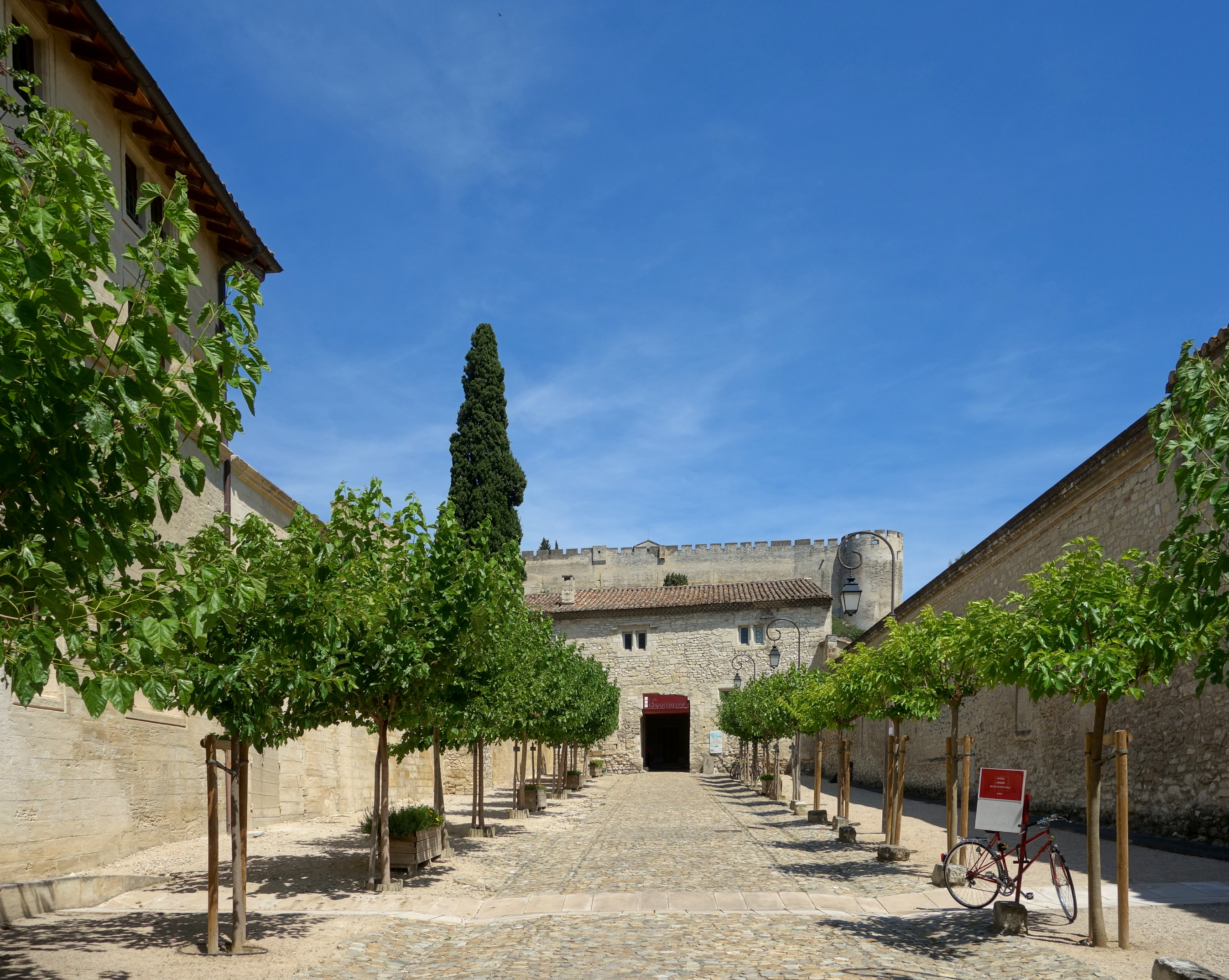
L'allée des mûriers.

Cette allée conduit à l'ancien logis du prieur où se trouve actuellement l'accueil des visiteurs. L'allée des mûriers longe le quartier des convers constitué de divers locaux bâtis de la fin du XVIe siècle au début du XVIIe siècle. La construction de ces bâtiments nécessita l'édification d'une cave colossale dite « cave des vingt-cinq toises » sur la voûte de laquelle furent construites les habitations des convers afin qu'elles soient au même niveau que les autres bâtiments.

### L'église conventuelle

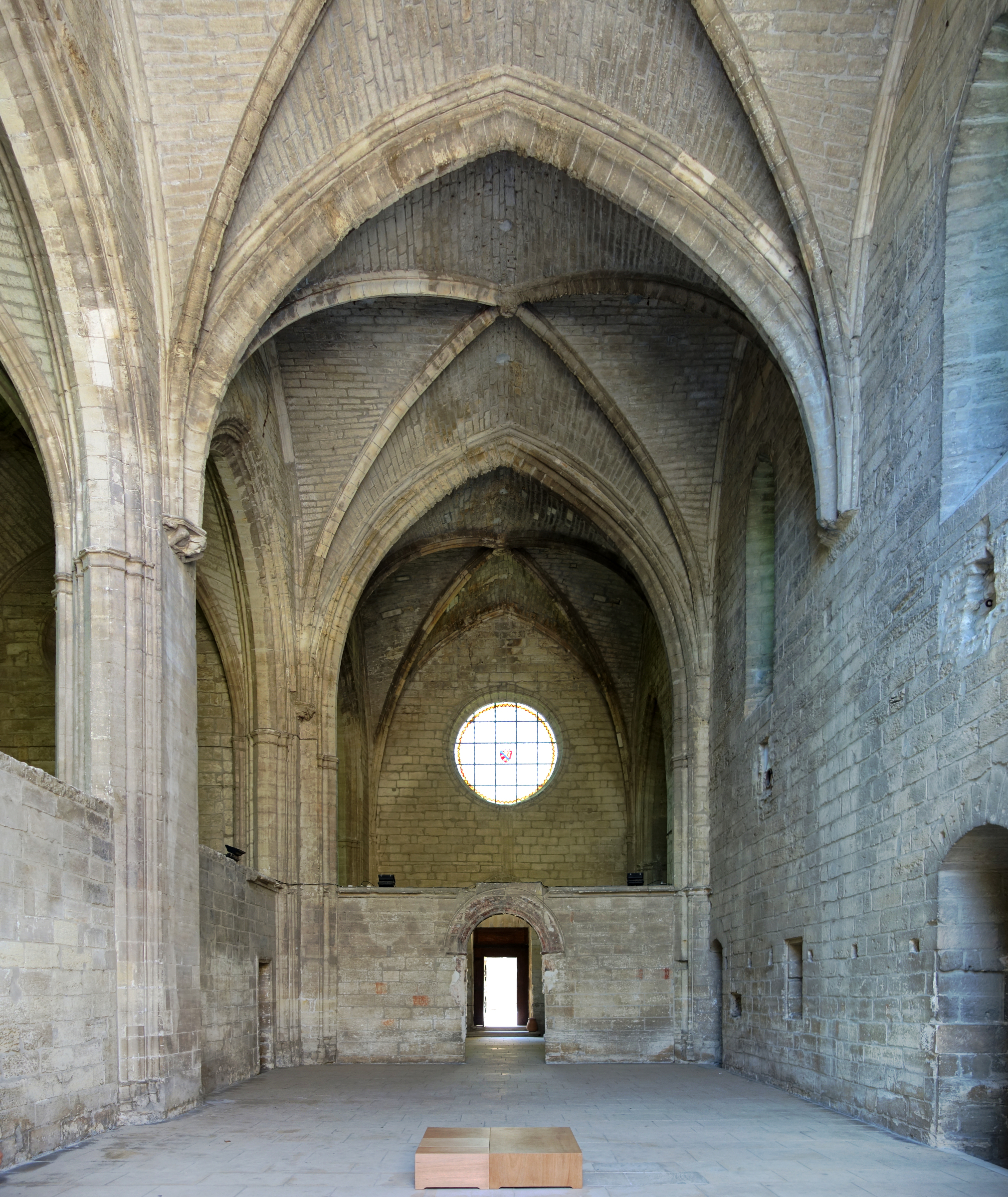
L'église Saint-Jean-Baptiste, puis Sainte-Marie

Cette église dénommée Saint-Jean-Baptiste, puis Sainte-Marie, a été édifiée par le pape Innocent VI. À sa création (1353-1356) elle ne comportait qu'une unique nef et trois travées, ce qui était suffisant pour les douze pères et les frères. Cette église sera agrandie une première fois en 1360-1361 pour abriter le tombeau de ce pape avec la construction au sud de l'église d'une nouvelle abside pentagonale et d'une travée de nef. Cette construction sera prolongée en 1363-1365 par la réalisation d'une deuxième et troisième travée. Enfin, en 1372, à l'ouest des deux nefs, sera réalisée une troisième travée réservée au chœur des convers.
L'église a perdu au XIXe siècle son abside qui s'est effondrée. L'ensemble offre un spécimen typique de l'art des maîtres tailleur de pierre avignonnais du XIVe siècle. Certaines pierres du mur latéral portent des signes divers qui sont en fait la signature des maçons (des marques de tâcheron), ce qui permettait de les payer en fonction du travail effectué. Les doubleaux et les nervures retombent sur des culots sculptés.

### Le petit cloître et la salle du chapitre

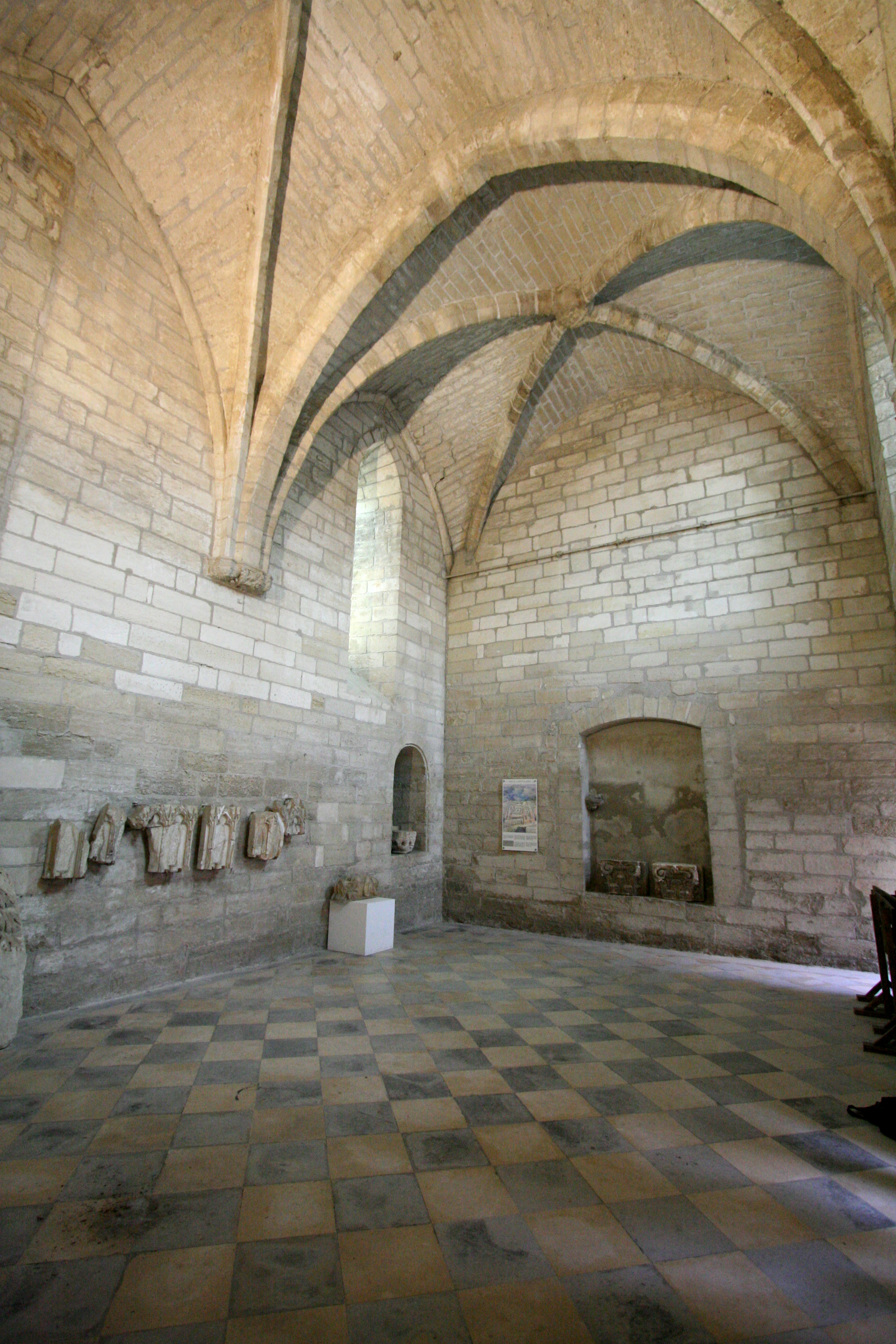
La salle du chapitre.

Le petit cloître appartient à la première période de la fondation de la chartreuse ; sa galerie méridionale est dite « du colloque » car les dimanches et jours fériés, les religieux pouvaient y rompre le silence pendant un court moment. Bien que d'un style dépouillé, ce cloître était le plus luxueux de l'ensemble monastique.
Par la galerie est, on accède à la salle du chapitre voûtée de deux travées d'ogive. C'était le lieu de confession et de lecture de la règle de l'ordre. Cet espace dénudé à l'origine connut à l'âge classique la même évolution que l'église en recevant une riche décoration de tableaux qui sont conservés, pour la plupart, au musée Pierre-de-Luxembourg de Villeneuve-lès-Avignon. Enfin dans cette salle on peut remarquer un culot sculpté représentant un moine et un bouc, ce dernier étant un symbole du diable.

### Les cellules

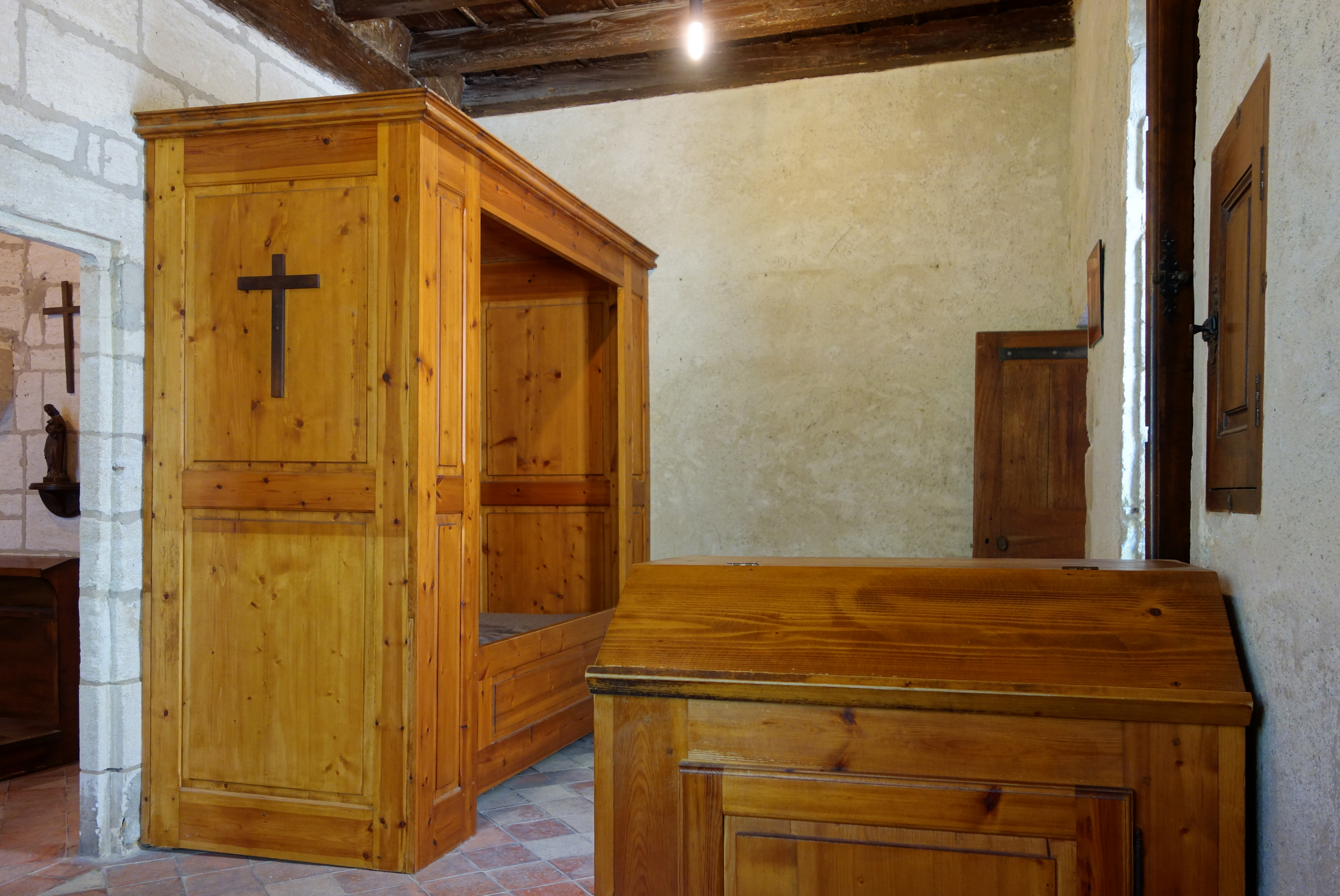
Chambre d'une cellule.

À côté de l'entrée de chaque cellule, une petite porte de bois sert de passe-plat. Le passage est ménagé dans le mur de façon oblique, de sorte que les frères ne pouvaient pas se voir et n'étaient pas tentés de se parler. Chaque cellule se compose de trois pièces : on pénètre par l'Ave Maria, dotée d'une cheminée et d'un oratoire, qui communique avec une chambre (cubiculum) et une pièce consacrée aux travaux manuels. Un balcon couvert et un jardin complètent le lieu de vie du père chartreux.

### Le cloître des morts

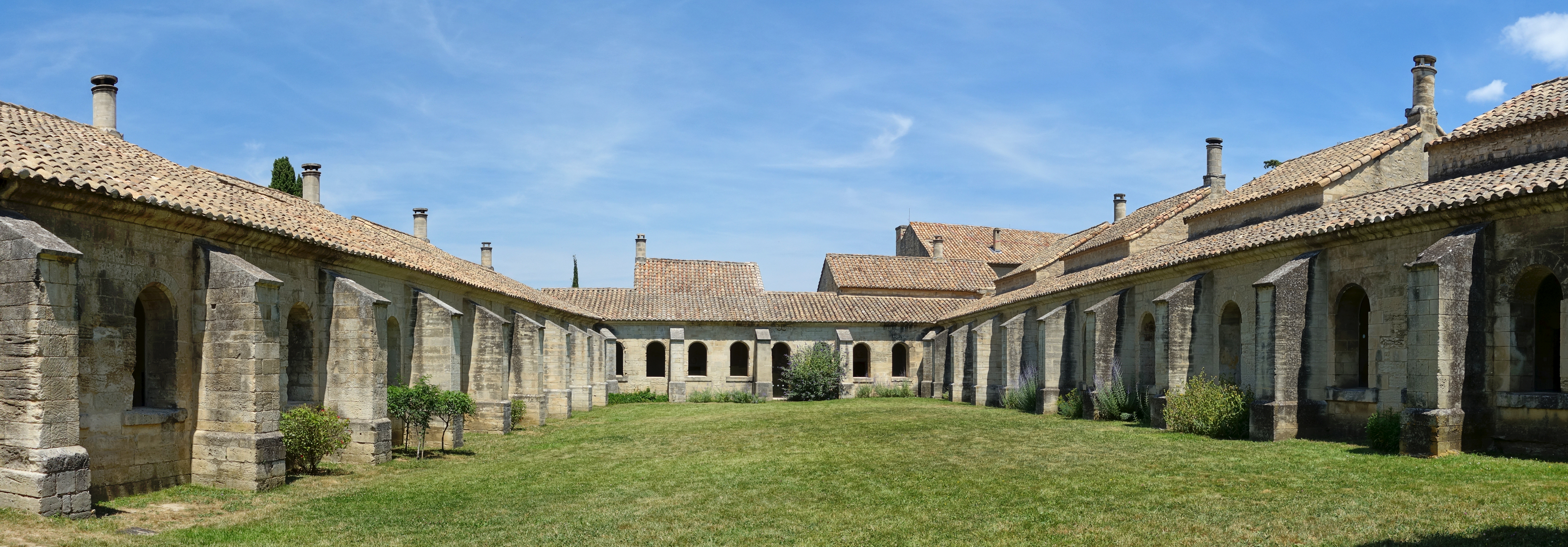
Le grand cloître, ou cloître des morts.

Au centre de ce cloître se trouve un grand espace vert qui servait, dans sa partie sud, de lieu de sépulture des moines qui étaient enterrés à même la terre ; c'est pour cela qu'en bordure de ce cimetière est construite la « chapelle des morts ». Tout autour, le long des trois galeries, se trouvent les douze cellules de la première fondation. Ces cellules qui étaient à l'origine probablement en bois, ont fait l'objet d'une réfection en 1610.
Les cellules des moines sont aujourd'hui habitées par divers invités (dramaturges, comédiens, metteurs en scène, plasticiens, etc.) du Centre national des écritures et du spectacle, à l'exception d'une seule (dite « cellule témoin ») qui a été réaménagée et se visite.

### La bugade et la prison

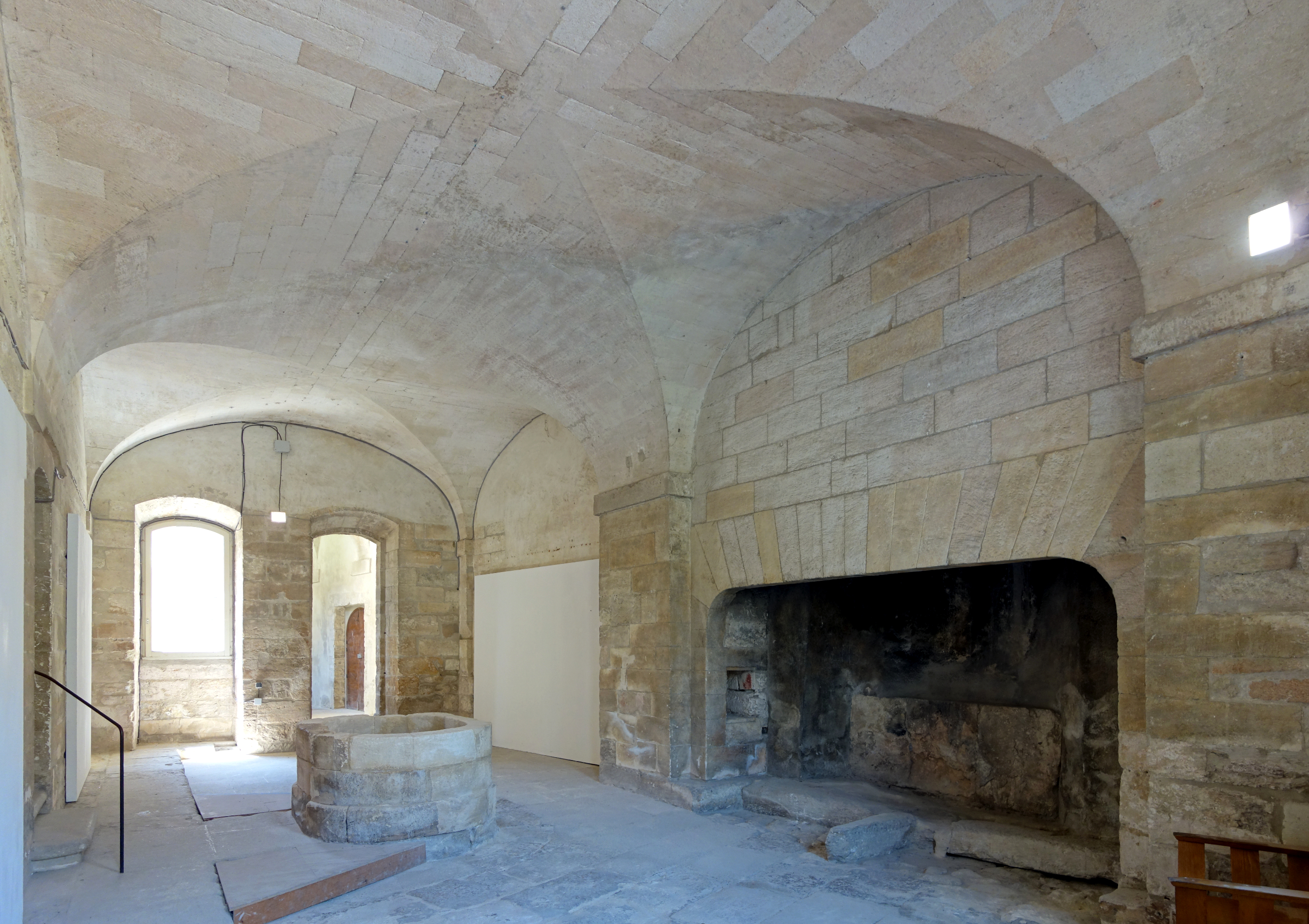
La bugade.

La bugade est le lieu où l'on lavait le linge. Elle comporte une vaste pièce au rez-de-chaussée, équipée d'une ample cheminée et d'un puits, un bûcher vouté pour stocker le bois, et une grande pièce à l'étage pour faire sécher le ligne. Le bâtiment a été restructuré au XVIIe siècle, au XIXe siècle et au XXe siècle. Il abrite également une prison composée de sept cellules d'une surface de 12 m2 environ : trois au rez-de-chaussée et quatre à l'étage. Les cellules originelles ne sont équipées que de latrines mais quelques-unes sont de nos jours dotées de cheminées, vestiges des subdivisions du bâtiment pour transformations en habitations privées au XIXe siècle. Certains pères demandaient à séjourner dans ces cellules en pénitence ou par mortification. La prison accueillait également à la demande de l'évêque les membres du clergé séculier qui avait commis des délits. Chaque cellule est équipée d'un hagioscope pointant vers l'autel d'une chapelle située à l'étage, pour que le reclus puisse assister à l'office, et plus précisément pour lui permettre de voir l'Élévation de l'hostie, selon le rituel de la liturgie catholique romaine médiévale, défini par le Quatrième concile du Latran.

### La chapelle Saint-Jean-Baptiste, dite aussi du papeInnocent VIcomportant des fresques et le grand tinel
Cette chapelle Saint-Jean-Baptiste, ainsi que le tinel avec lequel elle communique, appartient au palais que s'était fait construire Étienne Aubert après avoir été élu pape.
Elle est réduite à une abside à cinq pans dont les murs ont conservé de belles fresques réalisées par Matteo da Viterbo dit Matteo Giovannetti (v. 1322-1368)
, peintre attitré des papes Clément VI et Innocent VI. Des fresques similaires se trouvaient également sur les murs du tinel transformé en réfectoire lors de son incorporation à la chartreuse (et actuellement utilisé en salle de spectacle) ; elles ont disparu en totalité à l'exception de quelques vestiges sur les embrasures de certaines fenêtres. Seule la chapelle conserve donc ces fresques.
La voûte de la chapelle présentait dans chacun de ses compartiments deux anges opposés debout sur des nuages sur fond d'azur (repère « F ») : il n'en reste que de faibles fragments. Le soubassement de chaque pan est décoré de panneaux imitant le marbre. Les fresques se trouvent à hauteur des fenêtres et au-dessous de l'appui de certaines d'entre elles.

Schéma de la répartition des fresques.

#### Le mur est
Sur ce pan de mur sont représentées les scènes suivantes :
- en haut à gauche (repère « 1 »), l'apparition de l'ange annonçant à Zacharie que sa femme Élisabeth mettra prochainement au monde un fils Jean. L'ange aux ailes diaprées s'adresse à Zacharie dont il est séparé par un autel ; les paroles sont inscrites sur un phylactère qu'il tient dans sa main gauche ;
- en haut à droite (repère « 2 ») est représentée la scène classique de la Visitation : les deux parentes, la Vierge Marie et Élisabeth, s'avancent l'une vers l'autre pour s'embrasser. Divers personnages assistent à leur rencontre : une servante qui apparaît par une porte entrebâillée peinte dans l'embrasure de la fenêtre et Zacharie placé derrière Élisabeth, entre des colonnettes encadrant une baie[17] ;
- à gauche (repère « 3 ») figure la naissance de Jean : quelques parties de cette scène ont disparu ; dans une chambre de riche architecture italienne, Élisabeth est couchée dans son lit, assistée d'une servante. Une autre à la chevelure ornée de perles lui apporte de la nourriture. Au premier plan, une autre servante assise baigne le nouveau-né et l'emmaillote. La Vierge debout discute avec une femme tournée vers elle ;
- à droite (repère « 4 ») sont représentées deux scènes peintes chacune à l'intérieur d'une ogive : à gauche l'enfant porté par une femme est présenté à un homme qui procédera à la circoncision tandis qu'à droite quatre juifs demandent à Zacharie le nom qui doit être donné à l'enfant[18] ;
- au-dessous de la fenêtre (repère « A »), à gauche, un pape est représenté debout, coiffé d'une tiare et auréolé, portant une chape violette doublée de rouge et tenant un phylactère ;
- également au-dessous de la fenêtre (repère « B ») mais à droite sont représentés trois diacres : au centre Etienne tient les pierres de sa lapidation, les deux autres sont tournés vers lui. Celui de droite est Laurent car il tient un grill dans sa main droite.

Les fresques du mur est
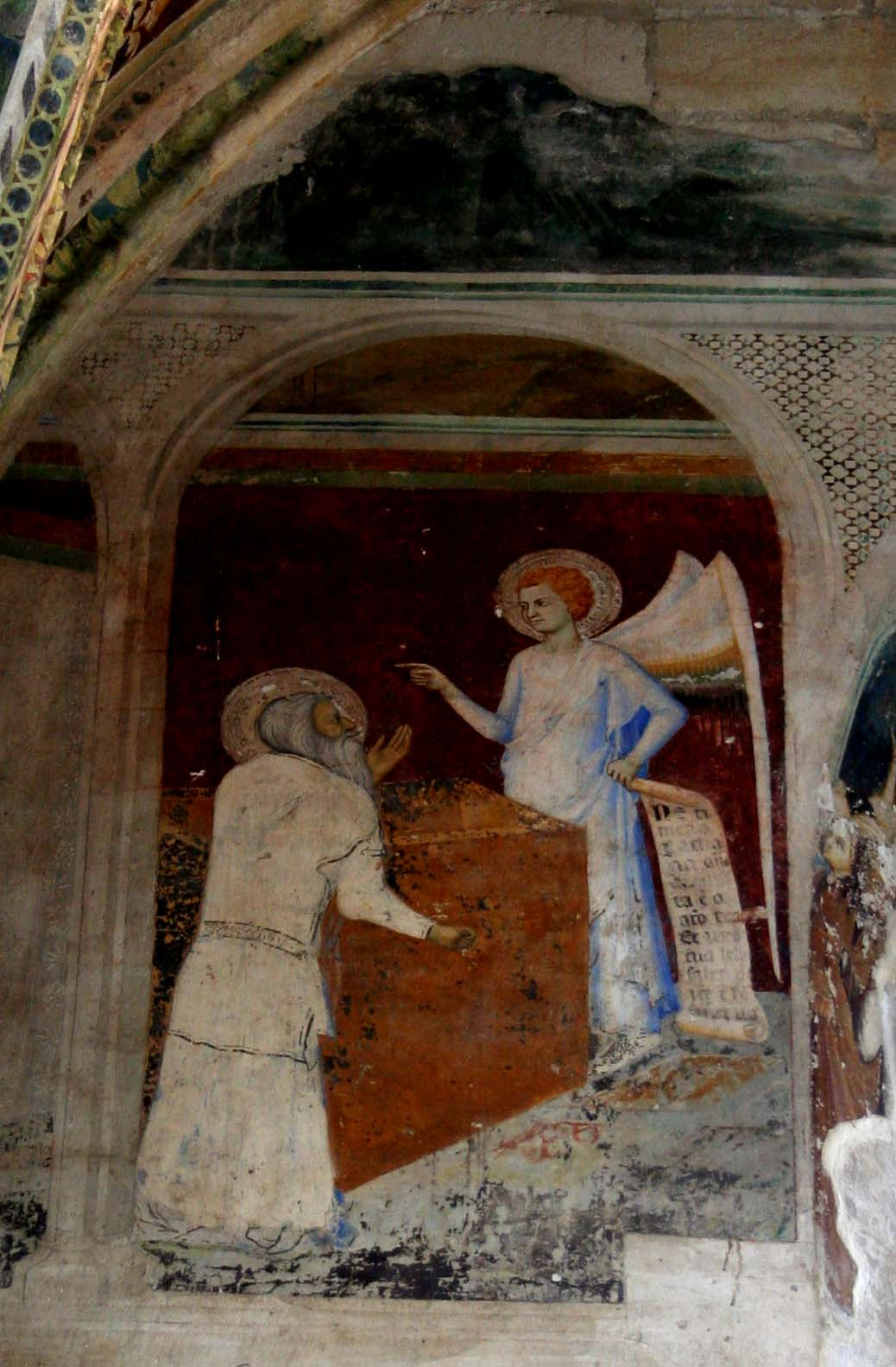
Apparition de l'ange à Zacharie
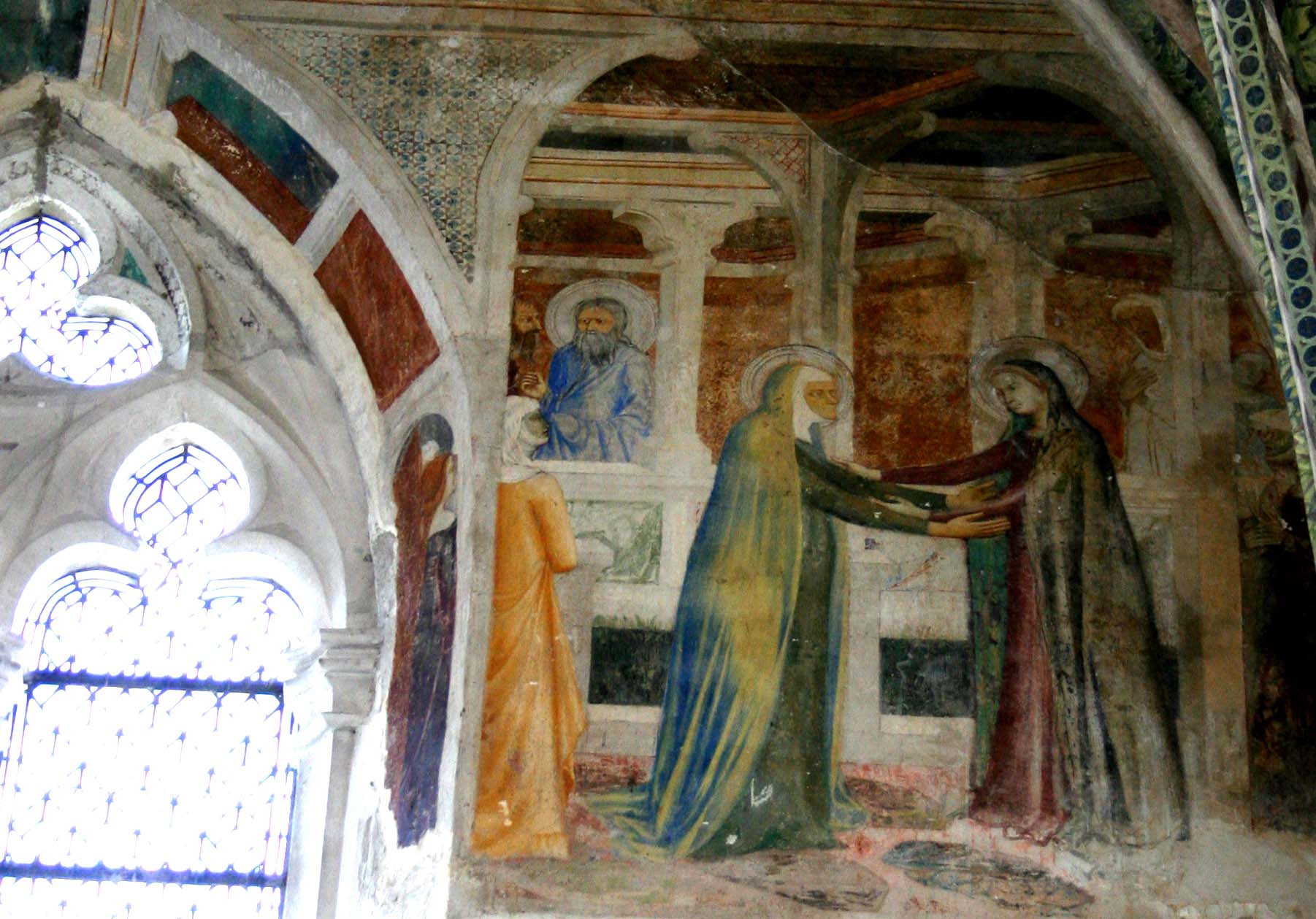
La Visitation
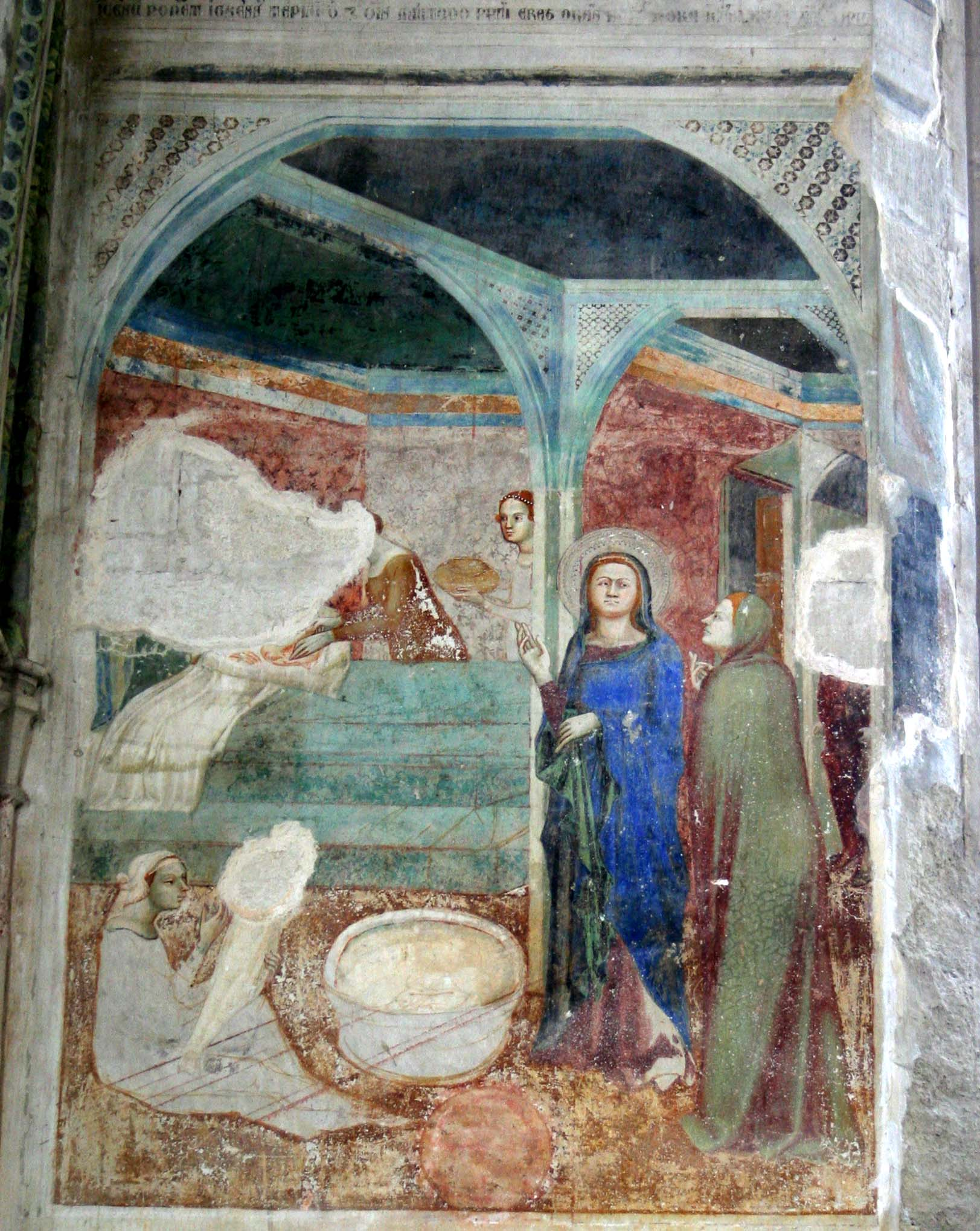
Naissance de Jean-Baptiste
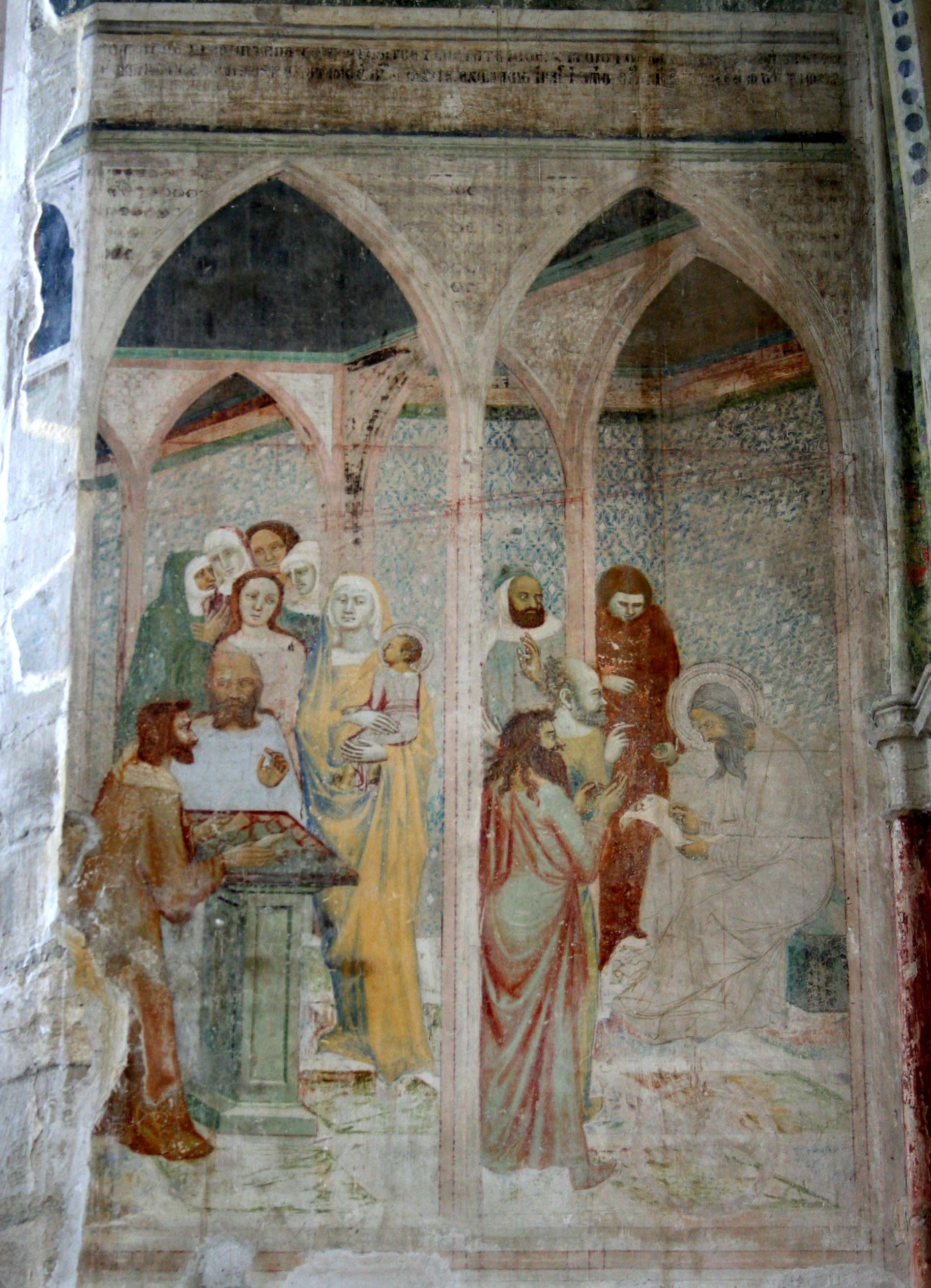
Circoncision de Jean-Baptiste
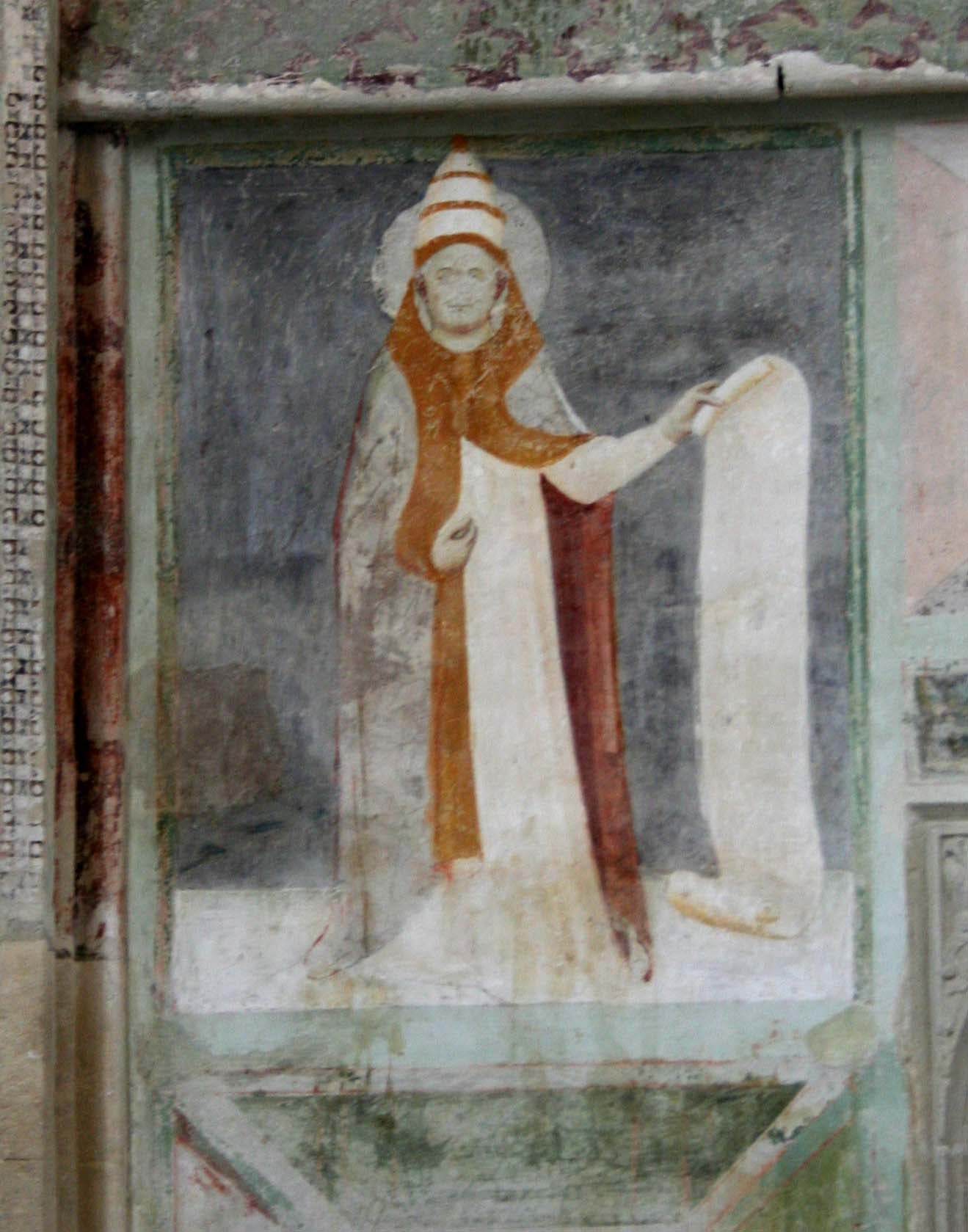
Un Pape
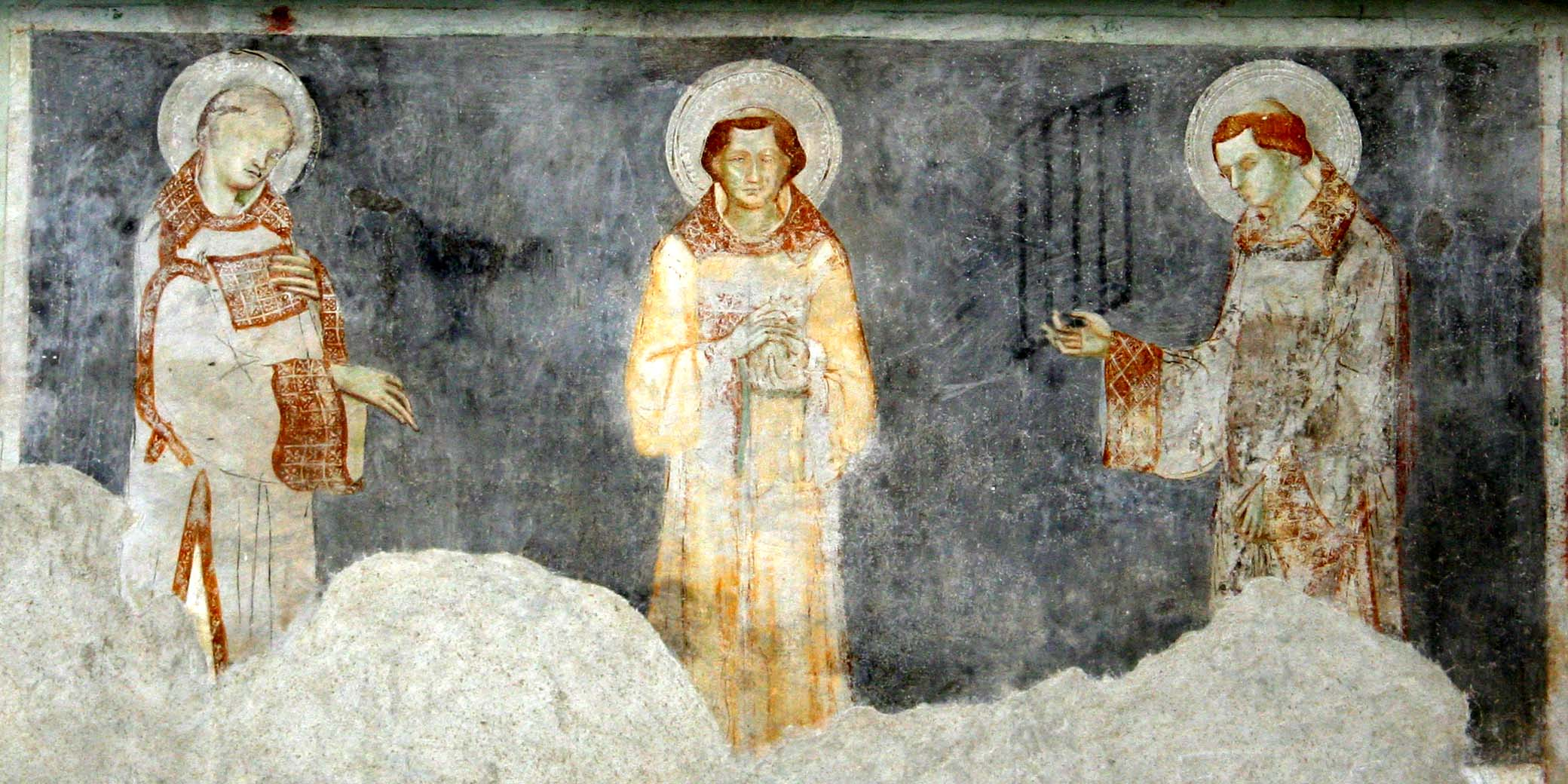
Les trois Diacres

#### Le mur nord-est
Ce panneau étant plus étroit que le précédent, l'artiste n'a pu représenter que quatre apôtres (repères « C1 » à « C4 »), deux l'un au-dessus de l'autre placés de part et d'autre de la fenêtre.
Le registre inférieur au-dessous de la fenêtre (repère « E ») est décoré d'une fresque représentant Innocent VI adorant la Vierge ; celle-ci vêtue d'un grand manteau bleu présente au pape agenouillé l'enfant Jésus debout sur ses genoux et tenant un phylactère. La figure du pape est effacée ; la tiare est posée devant lui.

#### Le mur nord

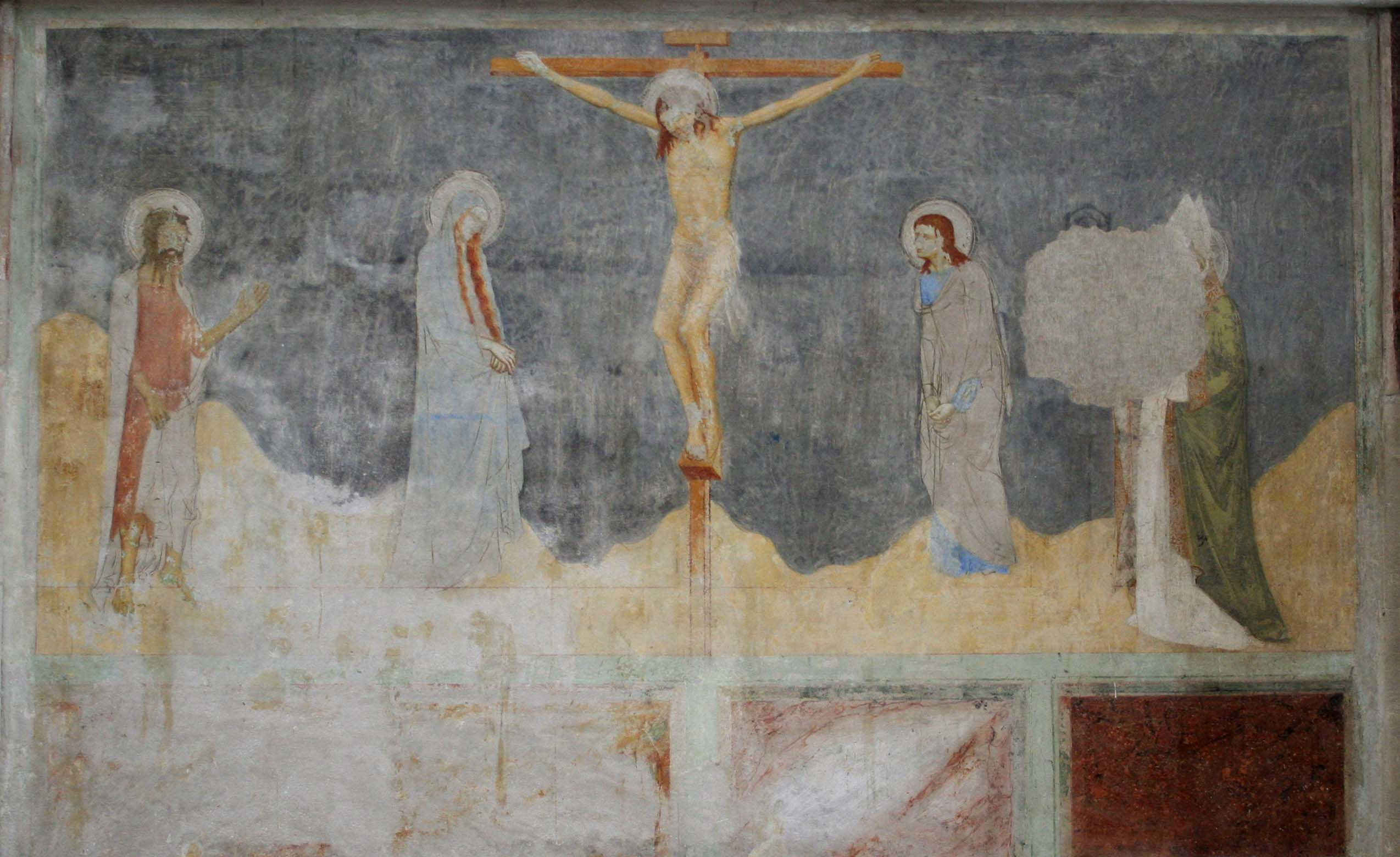
La Crucifixion

Ce panneau représente également quatre apôtres (repères « C5 » à « C8 ») dans le registre supérieur.
Au-dessous de la fenêtre, une fresque représente la crucifixion (repère « D »). Sur un fond gris, le corps du Christ en croix est représenté amaigri. La croix est dressée entre la Vierge à gauche et saint Jean l'évangéliste à droite. Derrière la Vierge enveloppée d'une longue robe d'un bleu passé et les mains posées l'une sur l'autre, est figuré saint Jean-Baptiste avec un manteau rouge sur une robe en poil de chameau. Derrière saint Jean l'évangéliste, les mains croisées dans une crispation angoissée, est représenté un évêque en chape verte sur une robe blanche. Devant cette fresque de la crucifixion était placé jadis l'autel où le pape officiait.

#### Le mur nord-ouest
Sur ce pan de l'église sont seulement représentés quatre apôtres (repères « C9 » à « C12 »).

#### Le mur ouest

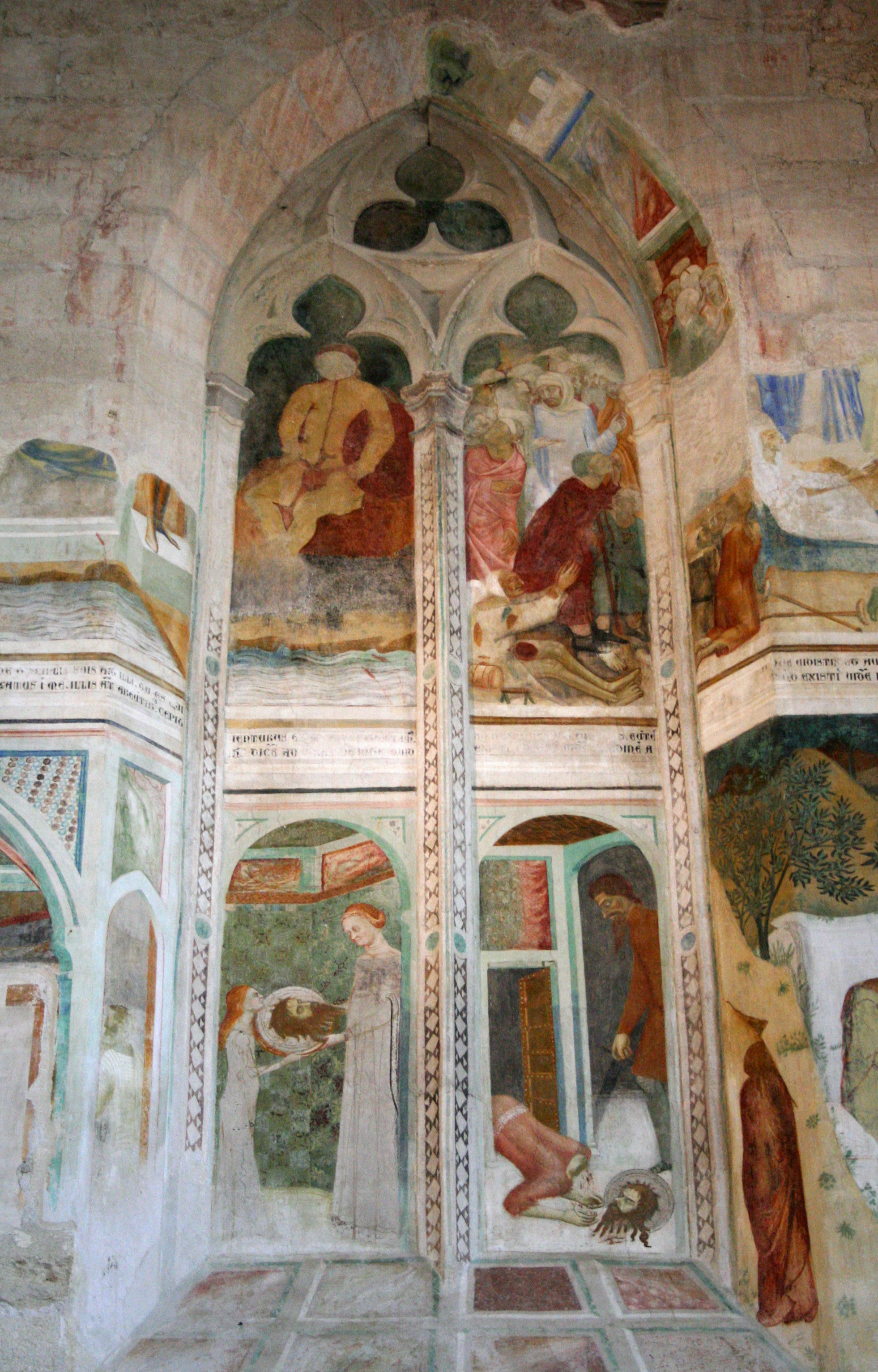
Scènes de la vie de Jean-Baptiste.

Ce mur est le pendant du mur est et représente également d'autres scènes de la vie de saint Jean-Baptiste. Sur cette face l'artiste a pu disposer de plus de surface car la fenêtre a été dès l'origine aveuglée mais avec conservation du décor architectural. La fresque a été très altérée et il n'y a plus rien dans la partie inférieure. On peut distinguer les scènes suivantes :
- Jean-Baptiste dans les eaux du Jourdain (repère « 5 ») ;
- Les aveugles voient, les boiteux marchent (repère « 6 ») ;
- Le Festin d'Hérode (repère « 7 ») ;
- La Décollation de Jean : le bourreau vient de trancher la tête du saint (repère « 8 ») ;
- Salomé présente sur un plat à Hérodiade la tête de Jean-Baptiste (repère « 9 ») ;
- Ensevelissement de Jean-Baptiste par quatre de ses disciples (repère « 10 ») : le personnage barbu et le paysage avec orangers et lauriers sont du plus grand intérêt. Une femme en deuil peinte dans l'embrasure de la fenêtre entre en scène par une anfractuosité rocheuse qui donne accès au tombeau[21].

### Le cloître Saint-Jean

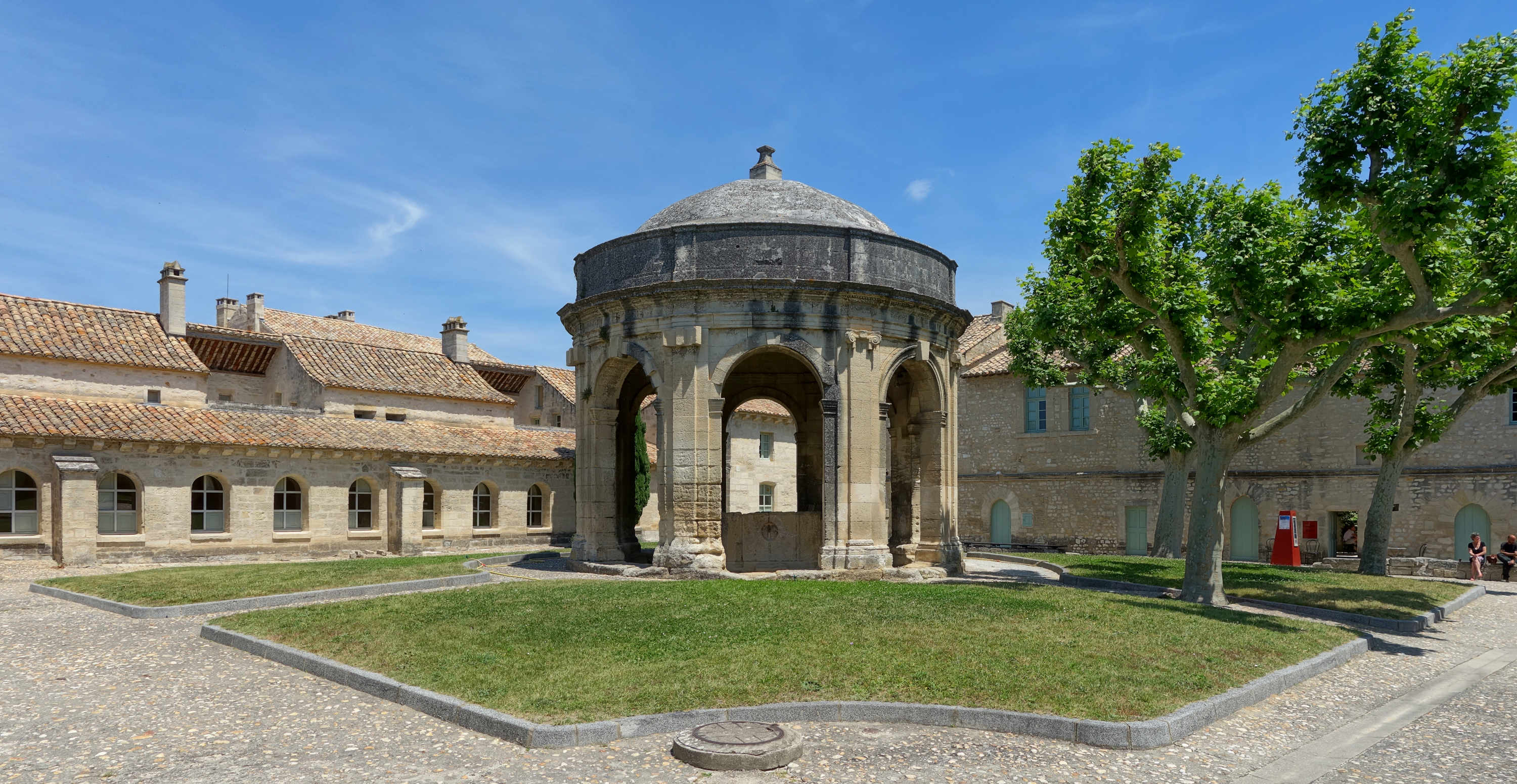
Le cloître Saint-Jean et sa fontaine couverte.

Le cloître Saint-Jean est situé à l'emplacement de l'ancienne cour du palais du cardinal Aubert. Après qu'il eut été détruit par un incendie, le petit neveu d'Aubert y installe douze cellules de moines. Le centre du cloître est occupé par une fontaine qui distribuait en eau l'ensemble de la chartreuse. Depuis le bassin de la fontaine, une canalisation alimentait, en sous-sol, le cloître des morts, la cour du sacristain et le quartier des convers. Le bassin, couvert d'un édicule de la fin du XVIIIe siècle, date du XVIIe siècle.

### La chapelle double Saint-Michel et Saint-Bruno
En 1385 Dans cette chapelle fut inhumé Pierre de Selve dit Pierre de Selve dit de Monteruc, cardinal de Pampelune, né à une date inconnue et décédé à Avignon le 20 mai 1385) (julien) soit le 30 mai 1385 (grégorien), neveu du pape Innocent VI par sa mère et est l'oncle du cardinal Ranulphe de Selve (1351 - 1382).

## Le mobilier de la chartreuse
La chartreuse n'a conservé aucun mobilier car après la Révolution elle a été transformée en de nombreuses habitations. Mais un prêtre de Villeneuve-lès-Avignon, Jean-Baptiste Lhermite, a pu sauver de nombreuses œuvres d'art en les entreposant dans deux lieux de culte autorisés : la collégiale Notre-Dame et la chapelle de l'hospice. À l'initiative de l'évêque de Nîmes et du maire, un musée est créé dans l'hospice en 1868 pour rassembler cette collection. Ce musée sera transféré en 1986 dans un hôtel particulier aménagé au XVIIe siècle par l'architecte François de Royers de La Valfenière pour la marquise de Boucoiran. Cet hôtel ayant été réalisé dans l'ancien palais du cardinal Annibal de Ceccano dans lequel est décédé en 1387 le bienheureux cardinal Pierre de Luxembourg, le musée prendra le nom de ce dernier cardinal. Certains tableaux ont été perdus mais leur existence est connue grâce à un inventaire du mobilier dressé pendant la Révolution le 7 janvier 1791.

### Les tableaux
La chartreuse possédait un grand nombre de tableaux peints par des artistes majeurs parmi lesquels on peut citer les peintres suivants :
- Enguerrand Quarton : Le Couronnement de la Vierge. L'artiste reçut commande le 23 avril 1453 d'un retable pour la chartreuse et signa jour-là un prix-fait par devant notaire avec Jean de Montagnac, chanoine de l'église Saint-Agricol d'Avignon. Au terme de cet accord le tableau devait être placé dans la chapelle d'Innocent VI : il y restera jusqu'à la Révolution et se trouve être actuellement la pièce maîtresse du musée Pierre-de-Luxembourg. L'artiste emploie des couleurs éclatantes qui soulignent la grandeur de la scène où la Vierge domine cette composition. Dans ses Notes d'un voyage dans le midi de la France, Prosper Mérimée décrit ainsi le tableau : « Le Père et le fils, en longues robes pourpres, occupent le haut de la composition. Leurs têtes sont de la plus grande beauté […] Entre eux le Saint Esprit [symbolisé par une colombe] plane les ailes étendues dont les extrémités effleurent les bouches du père et du fils formant ainsi une espèce de trait d'union qui m'a rappelé l'Amour du tableau de Pygmalion par Girodet. Au-dessous est la Vierge drapée de blanc et à moitié enveloppée dans les robes des deux personnages principaux de la Sainte Trinité […] »[24] ;
- Cesare Gennari : ce peintre a réalisé trois tableaux qui se trouvent actuellement dans les réserves du musée, à savoir L'Annonciation, La Nativité et L'Adoration des Mages. Le premier tableau se trouvait dans l'abside de l'église tandis que les deux autres étaient dans le chœur ;
- Reynaud Levieux : cet artiste réalisa plusieurs tableaux pour la chartreuse, dont Le Christ en croix avec la Vierge, saint Jean et sainte Madeleine, La Sainte famille et La Déploration du Christ par les anges, conservés au musée Pierre-de-Luxembourg ;
- Nicolas Mignard : il réalise plusieurs tableaux dont La Sainte Vierge (localisation inconnue), Jésus au Temple (1649) également appelé Jésus au milieu des docteurs, Sainte Anne et la Vierge avec saint Bruno (1639) et le Mariage mystique de sainte Catherine (1651), Sainte Roseline. Ces quatre tableaux sont au musée Pierre-de-Luxembourg. Enfin, le palais des papes a acquis Saint Michel terrassant les anges rebelles qui se trouvait dans la La chapelle double Saint-Michel et Saint-Bruno, chapelle funéraire de Pierre de Selve dit de Monteruc ;
- Nicolas Colombel : Saint Bruno, au musée Pierre-de-Luxembourg ;
- Philippe de Champaigne : ce peintre qui travailla pour plusieurs chartreuses a réalisé pour celle-ci La Visitation et Le Christ en croix, tous deux au musée Pierre-de-Luxembourg ;
- Jacques Blanchard : Tobie rendant la vue à son père, actuellement dans la collégiale de Villeneuve ;
- Guido Reni : L'Annonciation avec saint Charles Borromée, tableau perdu qui se trouvait dans la chapelle funéraire de Pierre de Selve dit de Monteruc (deux copies par Nicolas Mignard au musée Pierre-de-Luxembourg et par le frère Imbert à la collégiale de Villeneuve) ;
- Simon de Mailly, dit Simon de Châlons : Mise au tombeau avec Innocent VI et Pierre de Selve dit de Monteruc (1557). Ce tableau représente sept personnages entourant le corps du Christ qui va être déposé dans le tombeau (musée Pierre-de-Luxembourg). L'exécution de ce tableau, ses portraits et ses étoffes sont influencés par la région des Flandres ;

Œuvres provenant de la chartreuse
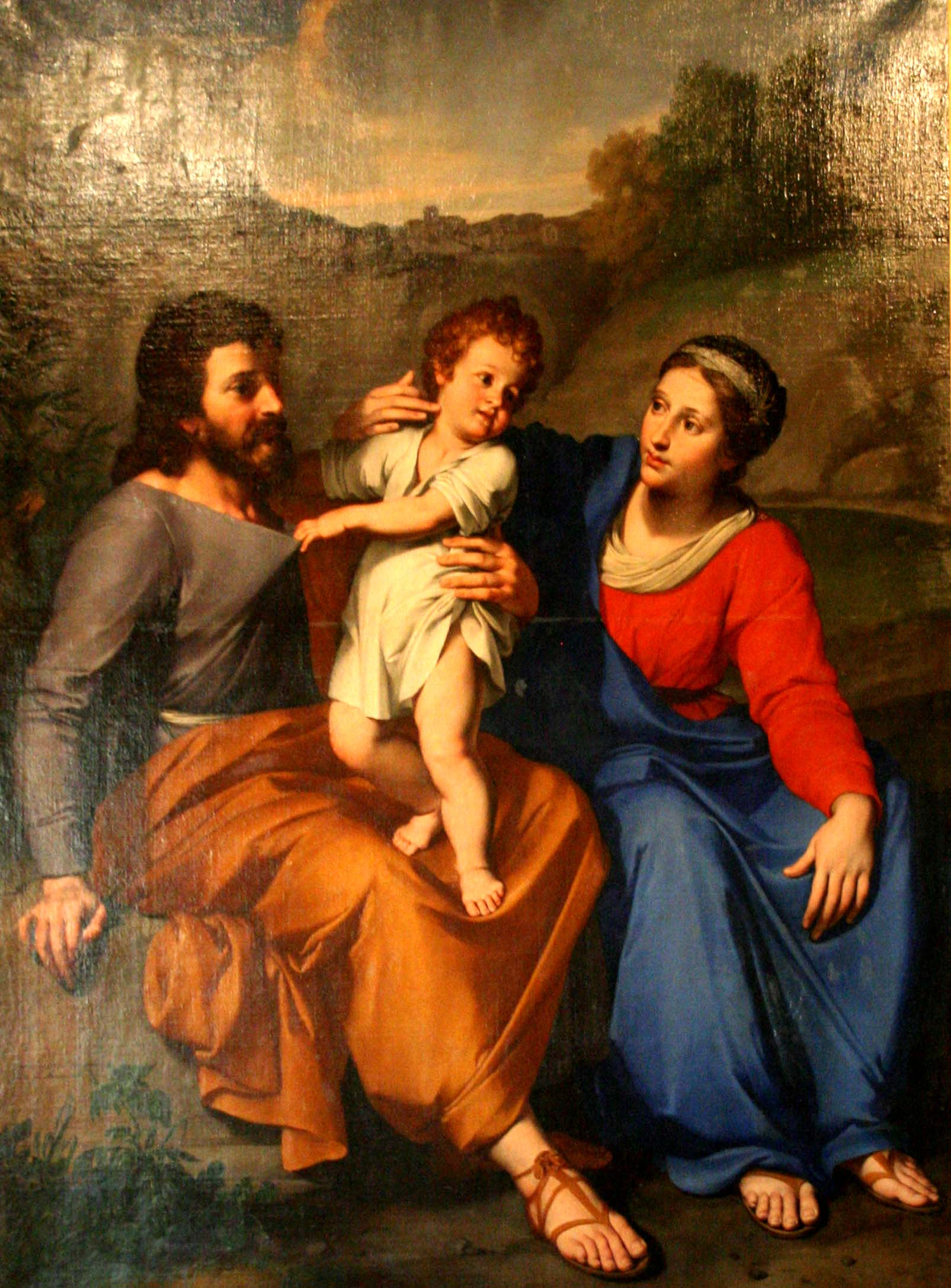
Reynaud Levieux, La Sainte famille, Villeneuve-lès-Avignon, musée Pierre-de-Luxembourg.
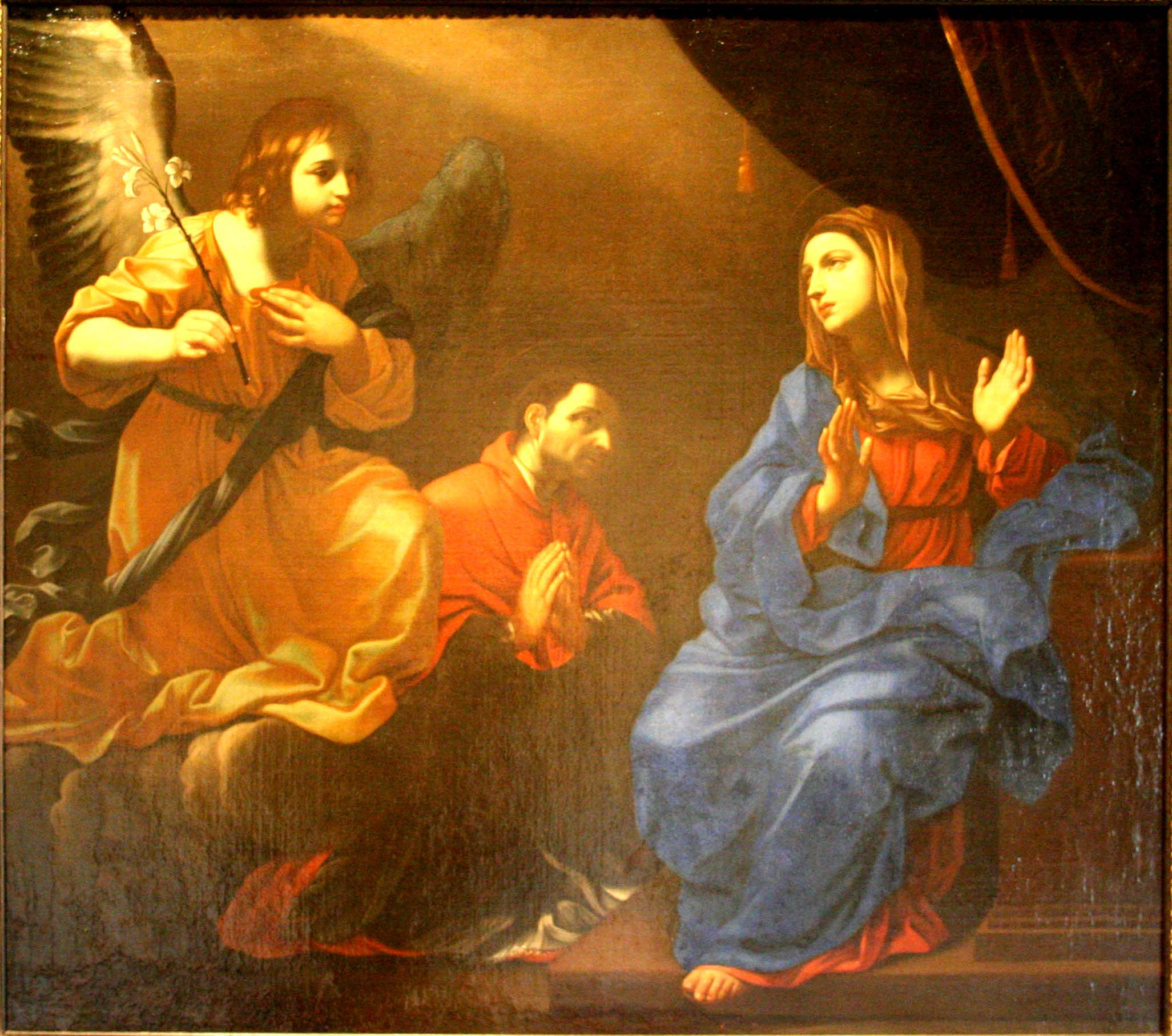
Nicolas Mignard, L'Annonciation avec saint Charles Borromée, Villeneuve-lès-Avignon, musée Pierre-de-Luxembourg.
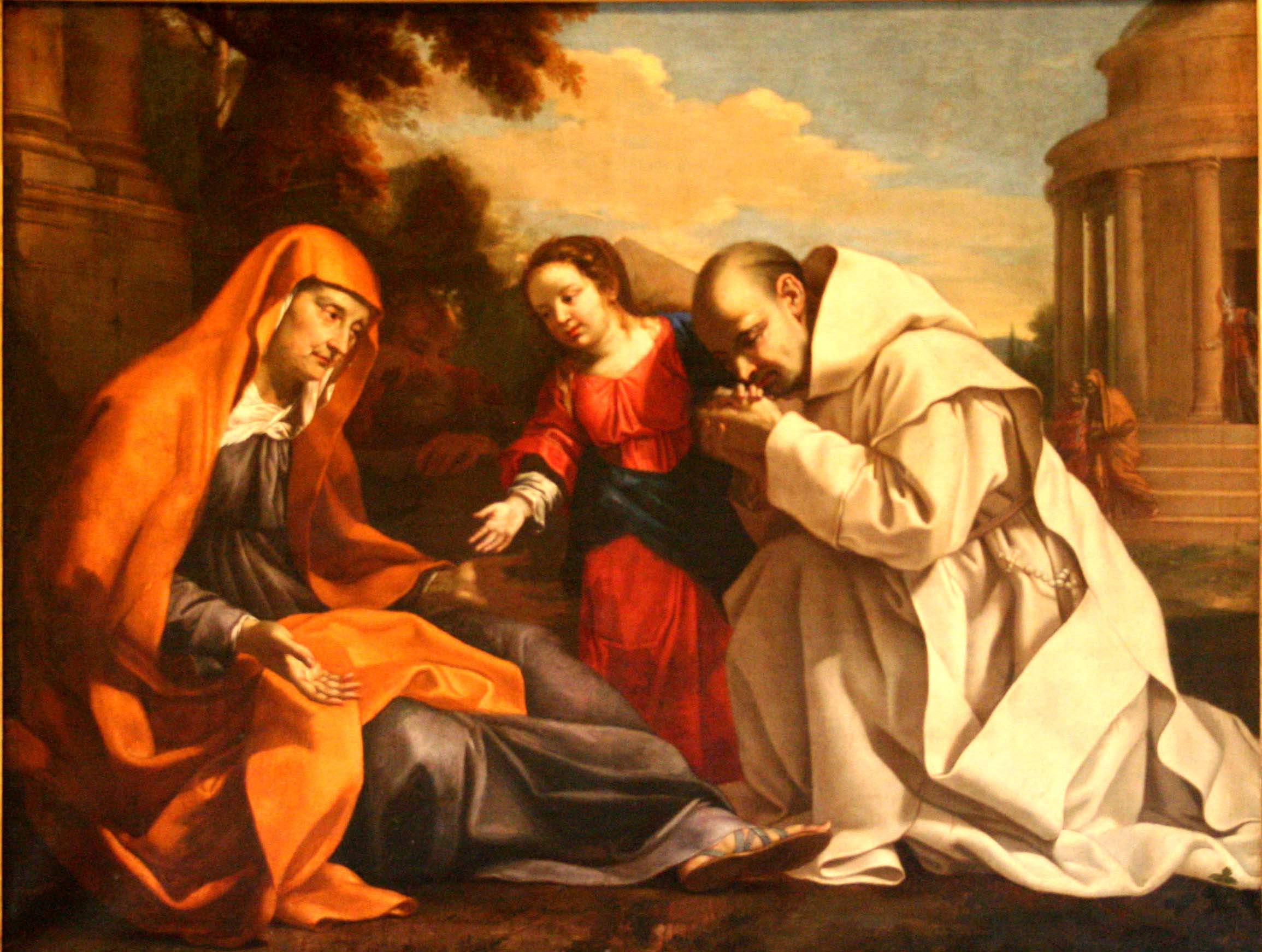
Nicolas Mignard, Sainte Anne, la Vierge et un chartreux, Villeneuve-lès-Avignon, musée Pierre-de-Luxembourg.

### Mobiliers divers

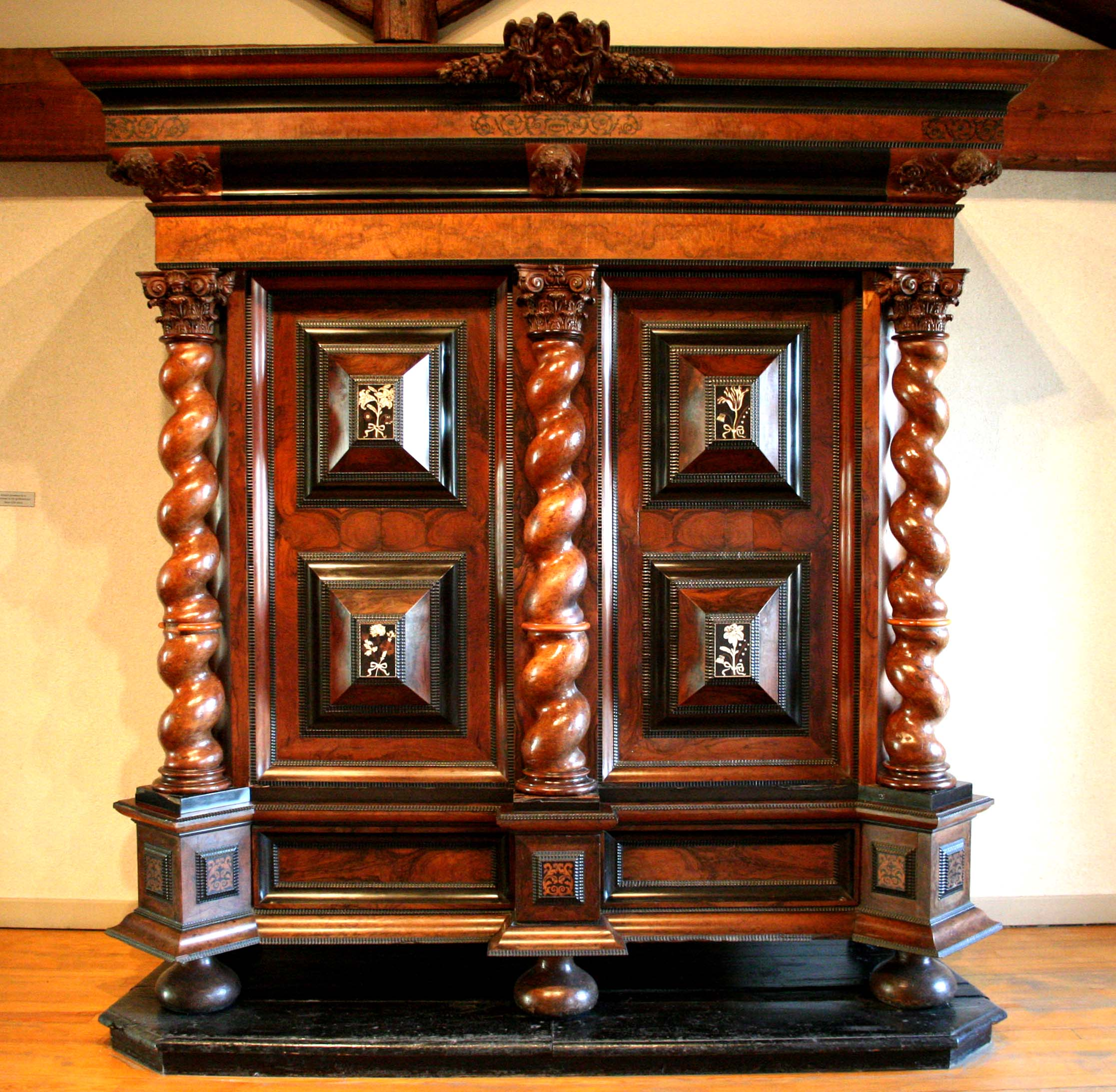
Armoire, Villeneuve-lès-Avignon, musée Pierre-de-Luxembourg.

La chartreuse possédait un mobilier de qualité. Le musée Calvet d'Avignon conserve quelques objets en provenance de celle-ci : on peut citer un grand panneau sculpté des stalles du chœur des pères, ainsi que l'aigle du lutrin, œuvre de François Gasse de Rouen.
Le musée Pierre-de-Luxembourg possède une armoire hollandaise du XVIIe siècle qui abritait des croix de procession et des bustes en argent. Cette armoire de style Louis XIII est haute et massive avec des colonnes tournées en spirale et des pieds en sphère aplatie ; les colonnes apparentes séparent les deux vantaux de façade et les latéraux. Chaque vantail est décoré de deux pyramides tronquées dont le sommet est décoré de motifs floraux en ivoire, ébène et autres essences tandis que des motifs d'acanthe ornent l'entablement inférieur et la corniche supérieure. Parmi les fleurs représentées, on peut reconnaître le lis, l'œillet et la tulipe, chacune des fleurs étant noué d'un ruban. L'armoire ne possède pas de ferrure, l'ouverture des vantaux étant assuré par un basculement de la colonne centrale.
La collégiale Notre-Dame de Villeneuve-lès-Avignon possède le maître-autel de la chartreuse qui a été sculpté en 1745 par Antoine Duparc. Le soubassement de cet autel est décoré d'un bas-relief représentant le Christ mort en marbre de Carrare. L'une des décorations les plus remarquables de cet autel est le Golgotha de marbre de Carrare surmontant le tabernacle ; deux angelots éplorés accostent la croix sommitale.

### La bibliothèque de la chartreuse
Le pape Innocent VI fit don à la chartreuse de plusieurs livres, parmi lesquels on peut citer des Bibles, des œuvres de saint Jérôme, saint Augustin (La Cité de Dieu), Grégoire le Grand (Dialogues), saint Bernard (Traité sur le Cantique des cantiques), Innocent III (Sermons), des lettres de Sénèque et des ouvrages de droit canon. Ce fonds initial sera rapidement enrichi par des dons divers dont celui du cardinal de Poitiers, Guy de Malesset (ou Malesec), qui laissera en 1407 d'autres ouvrages tels que Les Méditations de saint Anselme.
Cette bibliothèque l'emportait sans doute sur toutes celles des autres chartreuses de la région malgré les dons importants de livres qu'elle avait consentis à la fin du XIXe siècle au bénéfice de sa filiale la chartreuse de Marseille. Au milieu du XVIIIe siècle, le marquis de Cambis-Velleron mentionne 3 500 volumes rassemblés dans une pièce, mais un nombre aussi important devait être dispersé dans toute la chartreuse. L'inventaire dressé le 7 janvier 1791 mentionne 9 200 volumes. Cette bibliothèque qui a été confisquée pendant la Révolution, était restée en grande partie sur place. Elle fut vendue en 1852 par la municipalité de Villeneuve-lès-Avignon.

### Le tombeau d'Innocent VI dans la chapelle de la Sainte-Trinité

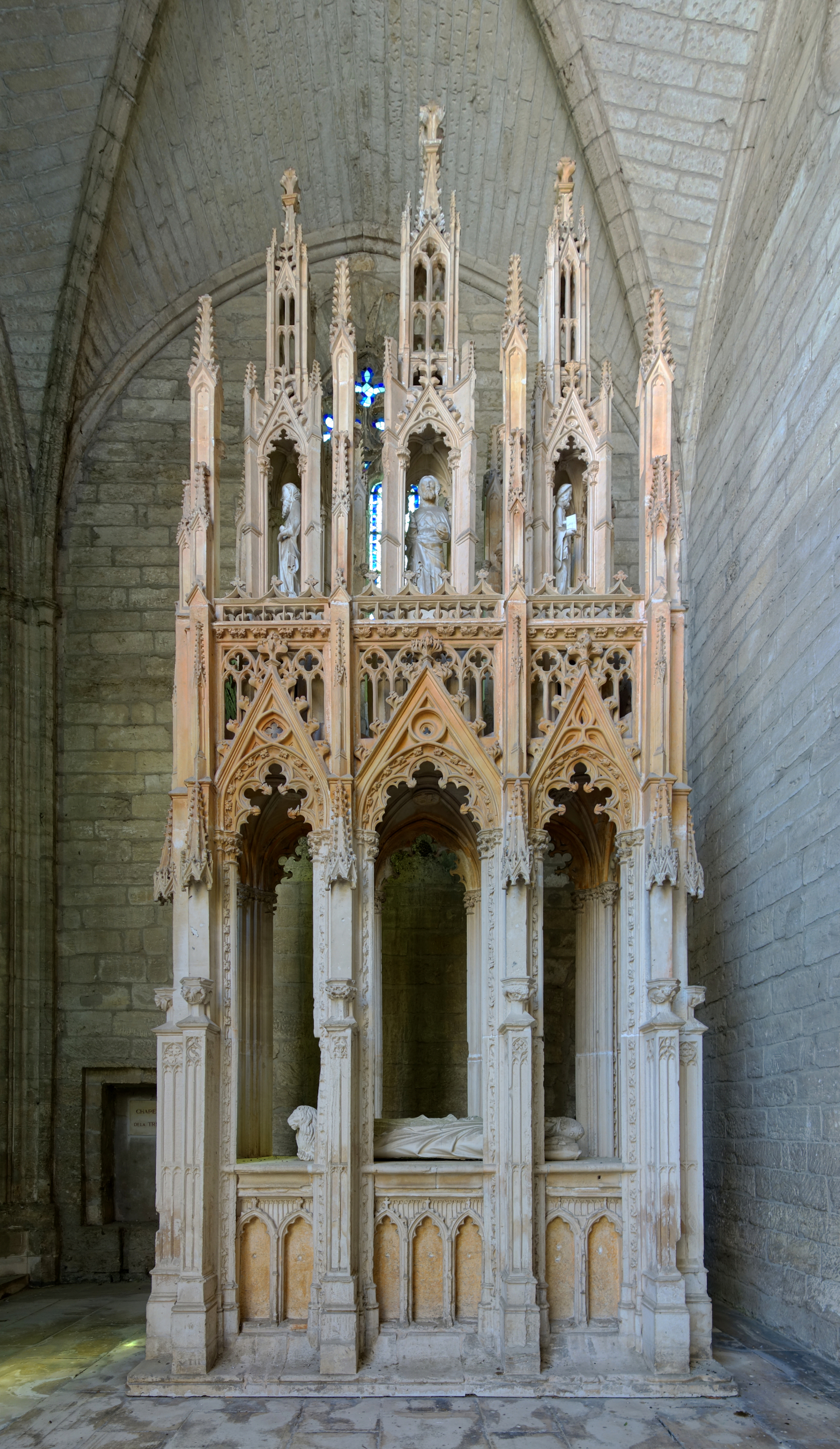
Le tombeau du pape Innocent VI dans la chapelle de la Sainte-Trinité

Parmi les tombeaux des différents papes d'Avignon, seul celui d'Innocent VI est parvenu jusqu’à nous en très bon état malgré de nombreuses vicissitudes. Le tombeau aurait dû suivre le sort des marbres et tableaux devenus propriété publique et mis à l'abri, mais il n'a pu être démonté et est demeuré dans la chapelle vendue à un particulier qui l'utilisait comme remise. Au cours d'une tournée d'inspection en 1834 dans le midi de la France, Prosper Mérimée a pu admirer ce tombeau qui était « dans une pauvre masure appartenant à un vigneron. Des tonneaux, des troncs d'olivier, des échelles énormes sont entassés dans le petit réduit où se trouve le mausolée […] Autrefois un grand nombre de statues d'albâtre ornait le soubassement ; elles ont été vendues une à une ; de plus, le propriétaire de la masure a défoncé ce soubassement pour s'en faire une armoire. »
À la suite des protestations de Mérimée, qui souhaitait son transfert à Avignon, le tombeau sera transféré l'année suivante par les soins de la municipalité de Villeneuve-lès-Avignon dans la chapelle de l'hospice. Il retrouvera en 1959 sa place d'origine dans la chapelle funéraire accolée au flanc sud de l'église de la chartreuse.
L'ensemble du monument est en pierre de Pernes. Le pape est représenté sous la forme d'un gisant en marbre blanc, les pieds posés sur un lion couché ; il est placé sur un cube massif décoré d'arcatures et de niches où se logeaient les statuettes disparues. La tête d'Innocent VI est coiffée de la tiare à triple couronne. Le dais est supporté par huit grands piliers décorés d'arcatures sur la face extérieure desquels des niches sont aménagées : douze statuettes, aujourd'hui disparues, y étaient logées. La partie supérieure du dais comporte trois clochetons abritant chacun une statue d'albâtre représentant au centre le Christ tenant un globe en main, avec de part et d'autre saint Pierre et saint Paul ; ce dernier, portant un glaive nu et un livre, est représenté avec une grande barbe et un crâne chauve ce qui permet de l'identifier.
Innocent VI a fait exécuter ce tombeau de son vivant et, dès le mois de décembre 1361, il charge de sa construction Bertran Nogayrol, directeur de l'œuvre des palais pontificaux. Le sculpteur du gisant est Bartholomé Cavallier.